# 2. Savezna liga

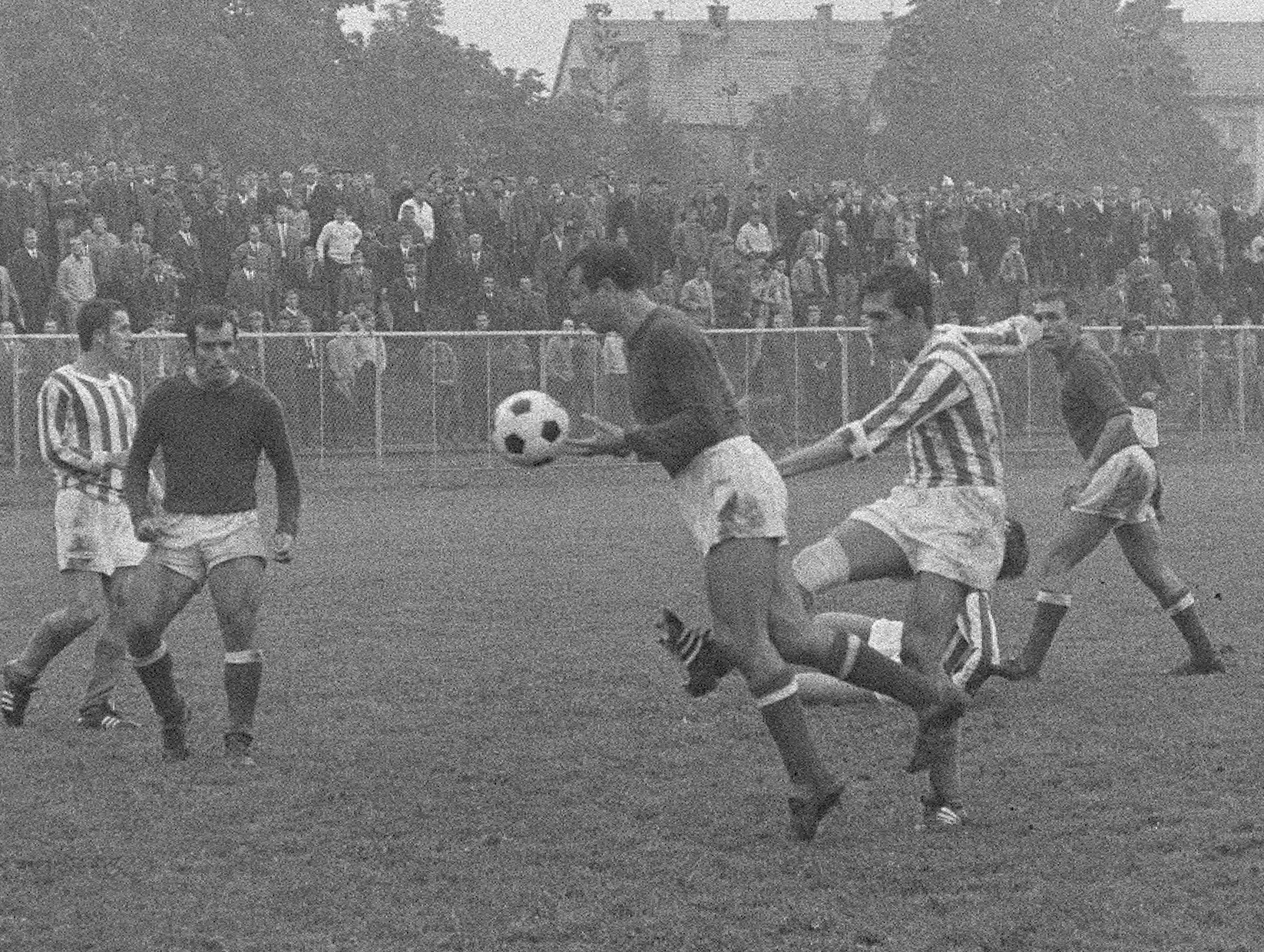
Železničar Maribor contro Šibenik nel 1969

La Druga savezna liga SFRJ, conosciuta semplicemente come Druga liga, era la seconda divisione del campionato jugoslavo di calcio. Le vincitrici venivano promosse in Prva liga, mentre le peggiori venivano retrocesse in terza divisione (che a seconda degli anni poteva essere la Treća liga, o le leghe repubblicane o le leghe di zona).

## Denominazioni
| Lingua    | Denominazione               |
| --------- | --------------------------- |
| Italiano  | Seconda lega federale       |
| Sloveno   | Druga zvezna liga           |
| Croato    | Druga savezna liga          |
| Serbo     | Друга савезна лига          |
| Macedone  | Втора сојузна лига          |
| Cossovaro | Liga e Dytë te Jugosllavisë |

## Storia
Sebbene nel Regno di Jugoslavia il campionato fosse disputato dal 1923, nel periodo precedente al 1945 il sistema dei campionati era differente e la Druga liga non esisteva come tale: infatti era diviso in "sottofederazioni" (Podsavezne lige in serbocroato), le cui vincitrici si sfidavano per il titolo nel "campionato nazionale" (Državno prvenstvo), e non era prevista una seconda divisione a livello nazionale.
La seconda divisione jugoslava è stata fondata nel 1946. Nei primi anni si è tentato di proporla a girone unico come la Prva liga, ma i costi erano troppo elevati per i mezzi delle società, così fino alla fine degli anni '80 è sempre stata divisa a 4 o 2 gironi. Negli anni 1950-1952 si è giocato con la cadenza dell'anno solare primavera-autunno (come nel campionato sovietico), per poi tornare subito all'autunno-primavera (più consono alla latitudine della Jugoslavia).
Nel 1991, in seguito alla dissoluzione della Jugoslavia, vi è stata l'uscita delle squadre croate (la Slovenia non aveva rappresentanti quell'anno in Druga liga), mentre l'anno successivo è toccato a quelle macedoni e della Bosnia ed Erzegovina.

### Format
| Annate/Edizioni                           | Format                           | Significato                             | Note |
| ----------------------------------------- | -------------------------------- | --------------------------------------- | --- |
| 1946-47 1952 2 edizioni                   | Republičke lige                  | Leghe repubblicane                      | Ognuna delle 6 repubbliche federali aveva uno o più gironi (Bosnia ed Erzegovina, Croazia, Macedonia, Montenegro, Serbia e Slovenia). Le vincitrici si sfidavano in spareggi per la promozione. |
| 1947–1951 1953–1955 1988–1992 10 edizioni | Jedinstvena liga                 | Girone unico                            | L'idea di riproporre la Druga liga con questo format risaleva al 1973, ma poi si preferì quella a due gironi est/ovest. Se ne riparlò nel 1976: le realtà calcistiche con tradizione e grandi stadi richiedevano una competizione unica, che significava concentrazione di qualità in un campionato forte; alle realtà minori della Druga liga fu offerta una competizione più razionale in quattro gruppi di leghe inter-repubblicane come terza divisione, però mancò il consenso, nel processo decisionale, dei sindacati delle repubbliche e province. Dopo vari tentativi, la Jedinstvena liga venne attuata solo nell'estate del 1988. Le tre stagioni successive hanno dimostrato che è stato un completo successo: il numero di spettatori è notevolmente aumentato, la qualità è migliorata e nelle partite di coppa era meno visibile il "gap" con le squadre di prima divisione. |
| 1952-53 1 edizione                        | Međurepubličke i republičke lige | Leghe repubblicane ed interrepubblicane | 4 repubbliche federali avevano uno o più gironi (Bosnia ed Erzegovina, Macedonia, Montenegro e Serbia), quelle di Croazia e Slovenia erano unite nello stesso girone (Međurepublička liga). Le vincitrici si sfidavano in spareggi per la promozione. |
| 1955–1958 3 edizioni                      | Zonske lige                      | Leghe di zona                           | Il torneo era diviso in 4 zone (la seconda era ulteriormente divisa in 2 sottogruppi). La prima zona (I Zona) era composta dalle compagini di Slovenia e Croazia (quest'ultima senza Dalmazia meridionale e Slavonia) La seconda zona "A" (II A Zona) da quelle della Bosnia Erzegovina La seconda zona "B" (II B Zona) da quelle di Dalmazia meridionale e Montenegro La terza zona (III Zona) da quelle di Voivodina, Slavonia, Belgrado, Smederevo, Valjevo e Aranđelovac La quarta zona (IV Zona) da quelle dal resto della Serbia più quelle della Macedonia. I vincitori delle 4 zone disputavano un girone finale per due posti disponibili in Prva liga. |
| 1958–1968 10 edizioni                     | Dve grupe                        | 2 gironi                                | Format su due gironi Ovest ed Est (Grupa Zapad e Grupa Istok). Nel girone Ovest erano inserite le squadre provenienti da Slovenia, Croazia e Bosnia Erzegovina Nel girone Est quelle da Serbia, Montenegro e Macedonia. |
| 1968–1973 5 edizioni                      | Četiri grupe                     | 4 gironi                                | Il torneo era diviso in 4 gironi Ovest, Nord, Sud ed Ovest (Grupa Zapad, Grupa Sever, Grupa Jug e Grupa Istok) Il girone Ovest era composto dalle compagini di Slovenia, Croazia (quest'ultima senza Dalmazia meridionale e Slavonia) e Bosnia nord-occidentale. Il girone Nord da quelle della Slavonia, Voivodina, Belgrado e Bosnia nord-orientale. Il girone Sud da quelle della Dalmazia meridionale, Bosnia centrale, Erzegovina e Montenegro. Il girone Est da quelle della Serbia (eccetto Belgrado), Kosovo e Macedonia. Le prime due classificate di ogni girone (totale otto squadre) disputavano gli spareggi-promozione per due posti in Prva liga. |
| 1973–1988 15 edizioni                     | Dve grupe                        | 2 gironi                                | La formula era simile a quella del periodo 1958–1968, l'unica differenza era che le compagini della Voivodina erano incluse nel girone occidentale: Il girone Ovest era composto dalle compagini di Slovenia, Croazia, Bosnia Erzegovina e Voivodina. Il girone Est da quelle della Serbia Centrale, Kosovo, Montenegro e Macedonia. |

## Albo d'oro
- In giallo le squadre che hanno ottenuto la promozione in Prva liga.

| Format                           | Stagione | Gironi                       | Gironi                       | Gironi                       | Gironi                       | Gironi                       | Gironi                       | Gironi                       | Gironi                       | Gironi                       | Gironi                       | Gironi                       | Gironi                       | Gironi                     | Gironi                     | Gironi                     | Gironi                     | Gironi                     | Gironi                     | Gironi                     | Gironi                     | Gironi                    | Gironi                    | Gironi                    | Gironi                    | Gironi                    | Gironi                    | Gironi                    | Gironi                    | Gironi                    | Gironi                    | Gironi                                             | Gironi                                             | Gironi                                             | Gironi                                             | Gironi                                             | Gironi                                             | Gironi                                             | Gironi                                             | Gironi                                             | Gironi                                             | Gironi                        | Gironi                        | Gironi                        | Gironi                        | Gironi                        | Gironi                        | Gironi                        | Gironi                        | Gironi                        | Gironi                        | Gironi                        | Gironi                        | Gironi                        | Gironi                        | Gironi                        | Gironi                        | Gironi                        | Gironi                        | Gironi                        | Gironi                        | Altre promozioni                                         |
| -------------------------------- | -------- | ---------------------------- | ---------------------------- | ---------------------------- | ---------------------------- | ---------------------------- | ---------------------------- | ---------------------------- | ---------------------------- | ---------------------------- | ---------------------------- | ---------------------------- | ---------------------------- | -------------------------- | -------------------------- | -------------------------- | -------------------------- | -------------------------- | -------------------------- | -------------------------- | -------------------------- | ------------------------- | ------------------------- | ------------------------- | ------------------------- | ------------------------- | ------------------------- | ------------------------- | ------------------------- | ------------------------- | ------------------------- | -------------------------------------------------- | -------------------------------------------------- | -------------------------------------------------- | -------------------------------------------------- | -------------------------------------------------- | -------------------------------------------------- | -------------------------------------------------- | -------------------------------------------------- | -------------------------------------------------- | -------------------------------------------------- | ----------------------------- | ----------------------------- | ----------------------------- | ----------------------------- | ----------------------------- | ----------------------------- | ----------------------------- | ----------------------------- | ----------------------------- | ----------------------------- | ----------------------------- | ----------------------------- | ----------------------------- | ----------------------------- | ----------------------------- | ----------------------------- | ----------------------------- | ----------------------------- | ----------------------------- | ----------------------------- | -------------------------------------------------------- |
| Republičke lige                  | 1946-47  | (Slovenia) Olimpia Lubiana   | (Slovenia) Olimpia Lubiana   | (Slovenia) Olimpia Lubiana   | (Slovenia) Olimpia Lubiana   | (Slovenia) Olimpia Lubiana   | (Slovenia) Olimpia Lubiana   | (Slovenia) Olimpia Lubiana   | (Slovenia) Olimpia Lubiana   | (Slovenia) Olimpia Lubiana   | (Slovenia) Olimpia Lubiana   | (Croazia) Metalac Zagabria   | (Croazia) Metalac Zagabria   | (Croazia) Metalac Zagabria | (Croazia) Metalac Zagabria | (Croazia) Metalac Zagabria | (Croazia) Metalac Zagabria | (Croazia) Metalac Zagabria | (Croazia) Metalac Zagabria | (Croazia) Metalac Zagabria | (Croazia) Metalac Zagabria | (BiH) Velež Mostar        | (BiH) Velež Mostar        | (BiH) Velež Mostar        | (BiH) Velež Mostar        | (BiH) Velež Mostar        | (BiH) Velež Mostar        | (BiH) Velež Mostar        | (BiH) Velež Mostar        | (BiH) Velež Mostar        | (BiH) Velež Mostar        | (Serbia) Vojvodina Mačva Šabac Radnički Kragujevac | (Serbia) Vojvodina Mačva Šabac Radnički Kragujevac | (Serbia) Vojvodina Mačva Šabac Radnički Kragujevac | (Serbia) Vojvodina Mačva Šabac Radnički Kragujevac | (Serbia) Vojvodina Mačva Šabac Radnički Kragujevac | (Serbia) Vojvodina Mačva Šabac Radnički Kragujevac | (Serbia) Vojvodina Mačva Šabac Radnički Kragujevac | (Serbia) Vojvodina Mačva Šabac Radnički Kragujevac | (Serbia) Vojvodina Mačva Šabac Radnički Kragujevac | (Serbia) Vojvodina Mačva Šabac Radnički Kragujevac | (Montenegro) Sutjeska         | (Montenegro) Sutjeska         | (Montenegro) Sutjeska         | (Montenegro) Sutjeska         | (Montenegro) Sutjeska         | (Montenegro) Sutjeska         | (Montenegro) Sutjeska         | (Montenegro) Sutjeska         | (Montenegro) Sutjeska         | (Montenegro) Sutjeska         | (Macedonia) Makedonija        | (Macedonia) Makedonija        | (Macedonia) Makedonija        | (Macedonia) Makedonija        | (Macedonia) Makedonija        | (Macedonia) Makedonija        | (Macedonia) Makedonija        | (Macedonia) Makedonija        | (Macedonia) Makedonija        | (Macedonia) Makedonija        | Sarajevo                                                 |
| Girone unico                     | 1947-48  | Budućnost                    | Budućnost                    | Budućnost                    | Budućnost                    | Budućnost                    | Budućnost                    | Budućnost                    | Budućnost                    | Budućnost                    | Budućnost                    | Budućnost                    | Budućnost                    | Budućnost                  | Budućnost                  | Budućnost                  | Budućnost                  | Budućnost                  | Budućnost                  | Budućnost                  | Budućnost                  | Budućnost                 | Budućnost                 | Budućnost                 | Budućnost                 | Budućnost                 | Budućnost                 | Budućnost                 | Budućnost                 | Budućnost                 | Budućnost                 | Budućnost                                          | Budućnost                                          | Budućnost                                          | Budućnost                                          | Budućnost                                          | Budućnost                                          | Budućnost                                          | Budućnost                                          | Budućnost                                          | Budućnost                                          | Budućnost                     | Budućnost                     | Budućnost                     | Budućnost                     | Budućnost                     | Budućnost                     | Budućnost                     | Budućnost                     | Budućnost                     | Budućnost                     | Budućnost                     | Budućnost                     | Budućnost                     | Budućnost                     | Budućnost                     | Budućnost                     | Budućnost                     | Budućnost                     | Budućnost                     | Budućnost                     | Vojvodina Naša krila                                     |
| Girone unico                     | 1948-49  | Sarajevo                     | Sarajevo                     | Sarajevo                     | Sarajevo                     | Sarajevo                     | Sarajevo                     | Sarajevo                     | Sarajevo                     | Sarajevo                     | Sarajevo                     | Sarajevo                     | Sarajevo                     | Sarajevo                   | Sarajevo                   | Sarajevo                   | Sarajevo                   | Sarajevo                   | Sarajevo                   | Sarajevo                   | Sarajevo                   | Sarajevo                  | Sarajevo                  | Sarajevo                  | Sarajevo                  | Sarajevo                  | Sarajevo                  | Sarajevo                  | Sarajevo                  | Sarajevo                  | Sarajevo                  | Sarajevo                                           | Sarajevo                                           | Sarajevo                                           | Sarajevo                                           | Sarajevo                                           | Sarajevo                                           | Sarajevo                                           | Sarajevo                                           | Sarajevo                                           | Sarajevo                                           | Sarajevo                      | Sarajevo                      | Sarajevo                      | Sarajevo                      | Sarajevo                      | Sarajevo                      | Sarajevo                      | Sarajevo                      | Sarajevo                      | Sarajevo                      | Sarajevo                      | Sarajevo                      | Sarajevo                      | Sarajevo                      | Sarajevo                      | Sarajevo                      | Sarajevo                      | Sarajevo                      | Sarajevo                      | Sarajevo                      | Spartak Subotica                                         |
| Girone unico                     | 1950     | Borac Zagabria               | Borac Zagabria               | Borac Zagabria               | Borac Zagabria               | Borac Zagabria               | Borac Zagabria               | Borac Zagabria               | Borac Zagabria               | Borac Zagabria               | Borac Zagabria               | Borac Zagabria               | Borac Zagabria               | Borac Zagabria             | Borac Zagabria             | Borac Zagabria             | Borac Zagabria             | Borac Zagabria             | Borac Zagabria             | Borac Zagabria             | Borac Zagabria             | Borac Zagabria            | Borac Zagabria            | Borac Zagabria            | Borac Zagabria            | Borac Zagabria            | Borac Zagabria            | Borac Zagabria            | Borac Zagabria            | Borac Zagabria            | Borac Zagabria            | Borac Zagabria                                     | Borac Zagabria                                     | Borac Zagabria                                     | Borac Zagabria                                     | Borac Zagabria                                     | Borac Zagabria                                     | Borac Zagabria                                     | Borac Zagabria                                     | Borac Zagabria                                     | Borac Zagabria                                     | Borac Zagabria                | Borac Zagabria                | Borac Zagabria                | Borac Zagabria                | Borac Zagabria                | Borac Zagabria                | Borac Zagabria                | Borac Zagabria                | Borac Zagabria                | Borac Zagabria                | Borac Zagabria                | Borac Zagabria                | Borac Zagabria                | Borac Zagabria                | Borac Zagabria                | Borac Zagabria                | Borac Zagabria                | Borac Zagabria                | Borac Zagabria                | Borac Zagabria                | Vojvodina Napredak Kruševac Mačva Šabac                  |
| Girone unico                     | 1951     | Vardar                       | Vardar                       | Vardar                       | Vardar                       | Vardar                       | Vardar                       | Vardar                       | Vardar                       | Vardar                       | Vardar                       | Vardar                       | Vardar                       | Vardar                     | Vardar                     | Vardar                     | Vardar                     | Vardar                     | Vardar                     | Vardar                     | Vardar                     | Vardar                    | Vardar                    | Vardar                    | Vardar                    | Vardar                    | Vardar                    | Vardar                    | Vardar                    | Vardar                    | Vardar                    | Vardar                                             | Vardar                                             | Vardar                                             | Vardar                                             | Vardar                                             | Vardar                                             | Vardar                                             | Vardar                                             | Vardar                                             | Vardar                                             | Vardar                        | Vardar                        | Vardar                        | Vardar                        | Vardar                        | Vardar                        | Vardar                        | Vardar                        | Vardar                        | Vardar                        | Vardar                        | Vardar                        | Vardar                        | Vardar                        | Vardar                        | Vardar                        | Vardar                        | Vardar                        | Vardar                        | Vardar                        | Rabotnički NK Zagabria                                   |
| Republičke lige                  | 1952     | (Slovenia) Olimpia Lubiana   | (Slovenia) Olimpia Lubiana   | (Slovenia) Olimpia Lubiana   | (Slovenia) Olimpia Lubiana   | (Slovenia) Olimpia Lubiana   | (Slovenia) Olimpia Lubiana   | (Slovenia) Olimpia Lubiana   | (Slovenia) Olimpia Lubiana   | (Slovenia) Olimpia Lubiana   | (Slovenia) Olimpia Lubiana   | (Croazia) Osijek             | (Croazia) Osijek             | (Croazia) Osijek           | (Croazia) Osijek           | (Croazia) Osijek           | (Croazia) Osijek           | (Croazia) Osijek           | (Croazia) Osijek           | (Croazia) Osijek           | (Croazia) Osijek           | (BiH) Velež Mostar        | (BiH) Velež Mostar        | (BiH) Velež Mostar        | (BiH) Velež Mostar        | (BiH) Velež Mostar        | (BiH) Velež Mostar        | (BiH) Velež Mostar        | (BiH) Velež Mostar        | (BiH) Velež Mostar        | (BiH) Velež Mostar        | (Serbia) Spartak Subotica                          | (Serbia) Spartak Subotica                          | (Serbia) Spartak Subotica                          | (Serbia) Spartak Subotica                          | (Serbia) Spartak Subotica                          | (Serbia) Spartak Subotica                          | (Serbia) Spartak Subotica                          | (Serbia) Spartak Subotica                          | (Serbia) Spartak Subotica                          | (Serbia) Spartak Subotica                          | (Montenegro) Budućnost        | (Montenegro) Budućnost        | (Montenegro) Budućnost        | (Montenegro) Budućnost        | (Montenegro) Budućnost        | (Montenegro) Budućnost        | (Montenegro) Budućnost        | (Montenegro) Budućnost        | (Montenegro) Budućnost        | (Montenegro) Budućnost        | (Macedonia) Pobeda            | (Macedonia) Pobeda            | (Macedonia) Pobeda            | (Macedonia) Pobeda            | (Macedonia) Pobeda            | (Macedonia) Pobeda            | (Macedonia) Pobeda            | (Macedonia) Pobeda            | (Macedonia) Pobeda            | (Macedonia) Pobeda            |                                                          |
| Međurepubličke i republičke lige | 1952-53  | (Slovenia/Croazia) Osijek    | (Slovenia/Croazia) Osijek    | (Slovenia/Croazia) Osijek    | (Slovenia/Croazia) Osijek    | (Slovenia/Croazia) Osijek    | (Slovenia/Croazia) Osijek    | (Slovenia/Croazia) Osijek    | (Slovenia/Croazia) Osijek    | (Slovenia/Croazia) Osijek    | (Slovenia/Croazia) Osijek    | (Slovenia/Croazia) Osijek    | (Slovenia/Croazia) Osijek    | (Slovenia/Croazia) Osijek  | (Slovenia/Croazia) Osijek  | (Slovenia/Croazia) Osijek  | (Slovenia/Croazia) Osijek  | (Slovenia/Croazia) Osijek  | (Slovenia/Croazia) Osijek  | (Slovenia/Croazia) Osijek  | (Slovenia/Croazia) Osijek  | (BiH) Borac Banja Luka    | (BiH) Borac Banja Luka    | (BiH) Borac Banja Luka    | (BiH) Borac Banja Luka    | (BiH) Borac Banja Luka    | (BiH) Borac Banja Luka    | (BiH) Borac Banja Luka    | (BiH) Borac Banja Luka    | (BiH) Borac Banja Luka    | (BiH) Borac Banja Luka    | (Serbia) Radnički Belgrado                         | (Serbia) Radnički Belgrado                         | (Serbia) Radnički Belgrado                         | (Serbia) Radnički Belgrado                         | (Serbia) Radnički Belgrado                         | (Serbia) Radnički Belgrado                         | (Serbia) Radnički Belgrado                         | (Serbia) Radnički Belgrado                         | (Serbia) Radnički Belgrado                         | (Serbia) Radnički Belgrado                         | (Montenegro) Budućnost        | (Montenegro) Budućnost        | (Montenegro) Budućnost        | (Montenegro) Budućnost        | (Montenegro) Budućnost        | (Montenegro) Budućnost        | (Montenegro) Budućnost        | (Montenegro) Budućnost        | (Montenegro) Budućnost        | (Montenegro) Budućnost        | (Macedonia) Rabotnički        | (Macedonia) Rabotnički        | (Macedonia) Rabotnički        | (Macedonia) Rabotnički        | (Macedonia) Rabotnički        | (Macedonia) Rabotnički        | (Macedonia) Rabotnički        | (Macedonia) Rabotnički        | (Macedonia) Rabotnički        | (Macedonia) Rabotnički        | Olimpia Lubiana                                          |
| Girone unico                     | 1953-54  | NK Zagabria                  | NK Zagabria                  | NK Zagabria                  | NK Zagabria                  | NK Zagabria                  | NK Zagabria                  | NK Zagabria                  | NK Zagabria                  | NK Zagabria                  | NK Zagabria                  | NK Zagabria                  | NK Zagabria                  | NK Zagabria                | NK Zagabria                | NK Zagabria                | NK Zagabria                | NK Zagabria                | NK Zagabria                | NK Zagabria                | NK Zagabria                | NK Zagabria               | NK Zagabria               | NK Zagabria               | NK Zagabria               | NK Zagabria               | NK Zagabria               | NK Zagabria               | NK Zagabria               | NK Zagabria               | NK Zagabria               | NK Zagabria                                        | NK Zagabria                                        | NK Zagabria                                        | NK Zagabria                                        | NK Zagabria                                        | NK Zagabria                                        | NK Zagabria                                        | NK Zagabria                                        | NK Zagabria                                        | NK Zagabria                                        | NK Zagabria                   | NK Zagabria                   | NK Zagabria                   | NK Zagabria                   | NK Zagabria                   | NK Zagabria                   | NK Zagabria                   | NK Zagabria                   | NK Zagabria                   | NK Zagabria                   | NK Zagabria                   | NK Zagabria                   | NK Zagabria                   | NK Zagabria                   | NK Zagabria                   | NK Zagabria                   | NK Zagabria                   | NK Zagabria                   | NK Zagabria                   | NK Zagabria                   | Željezničar                                              |
| Girone unico                     | 1954-55  | Velež Mostar                 | Velež Mostar                 | Velež Mostar                 | Velež Mostar                 | Velež Mostar                 | Velež Mostar                 | Velež Mostar                 | Velež Mostar                 | Velež Mostar                 | Velež Mostar                 | Velež Mostar                 | Velež Mostar                 | Velež Mostar               | Velež Mostar               | Velež Mostar               | Velež Mostar               | Velež Mostar               | Velež Mostar               | Velež Mostar               | Velež Mostar               | Velež Mostar              | Velež Mostar              | Velež Mostar              | Velež Mostar              | Velež Mostar              | Velež Mostar              | Velež Mostar              | Velež Mostar              | Velež Mostar              | Velež Mostar              | Velež Mostar                                       | Velež Mostar                                       | Velež Mostar                                       | Velež Mostar                                       | Velež Mostar                                       | Velež Mostar                                       | Velež Mostar                                       | Velež Mostar                                       | Velež Mostar                                       | Velež Mostar                                       | Velež Mostar                  | Velež Mostar                  | Velež Mostar                  | Velež Mostar                  | Velež Mostar                  | Velež Mostar                  | Velež Mostar                  | Velež Mostar                  | Velež Mostar                  | Velež Mostar                  | Velež Mostar                  | Velež Mostar                  | Velež Mostar                  | Velež Mostar                  | Velež Mostar                  | Velež Mostar                  | Velež Mostar                  | Velež Mostar                  | Velež Mostar                  | Velež Mostar                  | Budućnost                                                |
| Zonske lige                      | 1955-56  | (I Zona) Lokomotiva Zagabria | (I Zona) Lokomotiva Zagabria | (I Zona) Lokomotiva Zagabria | (I Zona) Lokomotiva Zagabria | (I Zona) Lokomotiva Zagabria | (I Zona) Lokomotiva Zagabria | (I Zona) Lokomotiva Zagabria | (I Zona) Lokomotiva Zagabria | (I Zona) Lokomotiva Zagabria | (I Zona) Lokomotiva Zagabria | (I Zona) Lokomotiva Zagabria | (I Zona) Lokomotiva Zagabria | (II Zona A) Čelik Zenica   | (II Zona A) Čelik Zenica   | (II Zona A) Čelik Zenica   | (II Zona A) Čelik Zenica   | (II Zona A) Čelik Zenica   | (II Zona A) Čelik Zenica   | (II Zona A) Čelik Zenica   | (II Zona A) Čelik Zenica   | (II Zona A) Čelik Zenica  | (II Zona A) Čelik Zenica  | (II Zona A) Čelik Zenica  | (II Zona A) Čelik Zenica  | (II Zona B) Lovćen        | (II Zona B) Lovćen        | (II Zona B) Lovćen        | (II Zona B) Lovćen        | (II Zona B) Lovćen        | (II Zona B) Lovćen        | (II Zona B) Lovćen                                 | (II Zona B) Lovćen                                 | (II Zona B) Lovćen                                 | (II Zona B) Lovćen                                 | (II Zona B) Lovćen                                 | (II Zona B) Lovćen                                 | (III Zona) Borovo                                  | (III Zona) Borovo                                  | (III Zona) Borovo                                  | (III Zona) Borovo                                  | (III Zona) Borovo             | (III Zona) Borovo             | (III Zona) Borovo             | (III Zona) Borovo             | (III Zona) Borovo             | (III Zona) Borovo             | (III Zona) Borovo             | (III Zona) Borovo             | (IV Zona) Vardar              | (IV Zona) Vardar              | (IV Zona) Vardar              | (IV Zona) Vardar              | (IV Zona) Vardar              | (IV Zona) Vardar              | (IV Zona) Vardar              | (IV Zona) Vardar              | (IV Zona) Vardar              | (IV Zona) Vardar              | (IV Zona) Vardar              | (IV Zona) Vardar              |                                                          |
| Zonske lige                      | 1956-57  | (I Zona) RNK Spalato         | (I Zona) RNK Spalato         | (I Zona) RNK Spalato         | (I Zona) RNK Spalato         | (I Zona) RNK Spalato         | (I Zona) RNK Spalato         | (I Zona) RNK Spalato         | (I Zona) RNK Spalato         | (I Zona) RNK Spalato         | (I Zona) RNK Spalato         | (I Zona) RNK Spalato         | (I Zona) RNK Spalato         | (II Zona A) Željezničar    | (II Zona A) Željezničar    | (II Zona A) Željezničar    | (II Zona A) Željezničar    | (II Zona A) Željezničar    | (II Zona A) Željezničar    | (II Zona A) Željezničar    | (II Zona A) Željezničar    | (II Zona A) Željezničar   | (II Zona A) Željezničar   | (II Zona A) Željezničar   | (II Zona A) Željezničar   | (II Zona B) Lovćen        | (II Zona B) Lovćen        | (II Zona B) Lovćen        | (II Zona B) Lovćen        | (II Zona B) Lovćen        | (II Zona B) Lovćen        | (II Zona B) Lovćen                                 | (II Zona B) Lovćen                                 | (II Zona B) Lovćen                                 | (II Zona B) Lovćen                                 | (II Zona B) Lovćen                                 | (II Zona B) Lovćen                                 | (III Zona) Borovo                                  | (III Zona) Borovo                                  | (III Zona) Borovo                                  | (III Zona) Borovo                                  | (III Zona) Borovo             | (III Zona) Borovo             | (III Zona) Borovo             | (III Zona) Borovo             | (III Zona) Borovo             | (III Zona) Borovo             | (III Zona) Borovo             | (III Zona) Borovo             | (IV Zona) Radnički Kragujevac | (IV Zona) Radnički Kragujevac | (IV Zona) Radnički Kragujevac | (IV Zona) Radnički Kragujevac | (IV Zona) Radnički Kragujevac | (IV Zona) Radnički Kragujevac | (IV Zona) Radnički Kragujevac | (IV Zona) Radnički Kragujevac | (IV Zona) Radnički Kragujevac | (IV Zona) Radnički Kragujevac | (IV Zona) Radnički Kragujevac | (IV Zona) Radnički Kragujevac |                                                          |
| Zonske lige                      | 1957-58  | (I Zona) Rijeka              | (I Zona) Rijeka              | (I Zona) Rijeka              | (I Zona) Rijeka              | (I Zona) Rijeka              | (I Zona) Rijeka              | (I Zona) Rijeka              | (I Zona) Rijeka              | (I Zona) Rijeka              | (I Zona) Rijeka              | (I Zona) Rijeka              | (I Zona) Rijeka              | (II Zona A) Sarajevo       | (II Zona A) Sarajevo       | (II Zona A) Sarajevo       | (II Zona A) Sarajevo       | (II Zona A) Sarajevo       | (II Zona A) Sarajevo       | (II Zona A) Sarajevo       | (II Zona A) Sarajevo       | (II Zona A) Sarajevo      | (II Zona A) Sarajevo      | (II Zona A) Sarajevo      | (II Zona A) Sarajevo      | (II Zona B) Nikšić        | (II Zona B) Nikšić        | (II Zona B) Nikšić        | (II Zona B) Nikšić        | (II Zona B) Nikšić        | (II Zona B) Nikšić        | (II Zona B) Nikšić                                 | (II Zona B) Nikšić                                 | (II Zona B) Nikšić                                 | (II Zona B) Nikšić                                 | (II Zona B) Nikšić                                 | (II Zona B) Nikšić                                 | (III Zona) Proleter Zrenjanin                      | (III Zona) Proleter Zrenjanin                      | (III Zona) Proleter Zrenjanin                      | (III Zona) Proleter Zrenjanin                      | (III Zona) Proleter Zrenjanin | (III Zona) Proleter Zrenjanin | (III Zona) Proleter Zrenjanin | (III Zona) Proleter Zrenjanin | (III Zona) Proleter Zrenjanin | (III Zona) Proleter Zrenjanin | (III Zona) Proleter Zrenjanin | (III Zona) Proleter Zrenjanin | (IV Zona) Napredak Kruševac   | (IV Zona) Napredak Kruševac   | (IV Zona) Napredak Kruševac   | (IV Zona) Napredak Kruševac   | (IV Zona) Napredak Kruševac   | (IV Zona) Napredak Kruševac   | (IV Zona) Napredak Kruševac   | (IV Zona) Napredak Kruševac   | (IV Zona) Napredak Kruševac   | (IV Zona) Napredak Kruševac   | (IV Zona) Napredak Kruševac   | (IV Zona) Napredak Kruševac   |                                                          |
| 2 gironi                         | 1958-59  | (Ovest) Sloboda Tuzla        | (Ovest) Sloboda Tuzla        | (Ovest) Sloboda Tuzla        | (Ovest) Sloboda Tuzla        | (Ovest) Sloboda Tuzla        | (Ovest) Sloboda Tuzla        | (Ovest) Sloboda Tuzla        | (Ovest) Sloboda Tuzla        | (Ovest) Sloboda Tuzla        | (Ovest) Sloboda Tuzla        | (Ovest) Sloboda Tuzla        | (Ovest) Sloboda Tuzla        | (Ovest) Sloboda Tuzla      | (Ovest) Sloboda Tuzla      | (Ovest) Sloboda Tuzla      | (Ovest) Sloboda Tuzla      | (Ovest) Sloboda Tuzla      | (Ovest) Sloboda Tuzla      | (Ovest) Sloboda Tuzla      | (Ovest) Sloboda Tuzla      | (Ovest) Sloboda Tuzla     | (Ovest) Sloboda Tuzla     | (Ovest) Sloboda Tuzla     | (Ovest) Sloboda Tuzla     | (Ovest) Sloboda Tuzla     | (Ovest) Sloboda Tuzla     | (Ovest) Sloboda Tuzla     | (Ovest) Sloboda Tuzla     | (Ovest) Sloboda Tuzla     | (Ovest) Sloboda Tuzla     | (Est) OFK Belgrado                                 | (Est) OFK Belgrado                                 | (Est) OFK Belgrado                                 | (Est) OFK Belgrado                                 | (Est) OFK Belgrado                                 | (Est) OFK Belgrado                                 | (Est) OFK Belgrado                                 | (Est) OFK Belgrado                                 | (Est) OFK Belgrado                                 | (Est) OFK Belgrado                                 | (Est) OFK Belgrado            | (Est) OFK Belgrado            | (Est) OFK Belgrado            | (Est) OFK Belgrado            | (Est) OFK Belgrado            | (Est) OFK Belgrado            | (Est) OFK Belgrado            | (Est) OFK Belgrado            | (Est) OFK Belgrado            | (Est) OFK Belgrado            | (Est) OFK Belgrado            | (Est) OFK Belgrado            | (Est) OFK Belgrado            | (Est) OFK Belgrado            | (Est) OFK Belgrado            | (Est) OFK Belgrado            | (Est) OFK Belgrado            | (Est) OFK Belgrado            | (Est) OFK Belgrado            | (Est) OFK Belgrado            |                                                          |
| 2 gironi                         | 1959-60  | (Ovest) RNK Spalato          | (Ovest) RNK Spalato          | (Ovest) RNK Spalato          | (Ovest) RNK Spalato          | (Ovest) RNK Spalato          | (Ovest) RNK Spalato          | (Ovest) RNK Spalato          | (Ovest) RNK Spalato          | (Ovest) RNK Spalato          | (Ovest) RNK Spalato          | (Ovest) RNK Spalato          | (Ovest) RNK Spalato          | (Ovest) RNK Spalato        | (Ovest) RNK Spalato        | (Ovest) RNK Spalato        | (Ovest) RNK Spalato        | (Ovest) RNK Spalato        | (Ovest) RNK Spalato        | (Ovest) RNK Spalato        | (Ovest) RNK Spalato        | (Ovest) RNK Spalato       | (Ovest) RNK Spalato       | (Ovest) RNK Spalato       | (Ovest) RNK Spalato       | (Ovest) RNK Spalato       | (Ovest) RNK Spalato       | (Ovest) RNK Spalato       | (Ovest) RNK Spalato       | (Ovest) RNK Spalato       | (Ovest) RNK Spalato       | (Est) Vardar                                       | (Est) Vardar                                       | (Est) Vardar                                       | (Est) Vardar                                       | (Est) Vardar                                       | (Est) Vardar                                       | (Est) Vardar                                       | (Est) Vardar                                       | (Est) Vardar                                       | (Est) Vardar                                       | (Est) Vardar                  | (Est) Vardar                  | (Est) Vardar                  | (Est) Vardar                  | (Est) Vardar                  | (Est) Vardar                  | (Est) Vardar                  | (Est) Vardar                  | (Est) Vardar                  | (Est) Vardar                  | (Est) Vardar                  | (Est) Vardar                  | (Est) Vardar                  | (Est) Vardar                  | (Est) Vardar                  | (Est) Vardar                  | (Est) Vardar                  | (Est) Vardar                  | (Est) Vardar                  | (Est) Vardar                  |                                                          |
| 2 gironi                         | 1960-61  | (Ovest) Borac Banja Luka     | (Ovest) Borac Banja Luka     | (Ovest) Borac Banja Luka     | (Ovest) Borac Banja Luka     | (Ovest) Borac Banja Luka     | (Ovest) Borac Banja Luka     | (Ovest) Borac Banja Luka     | (Ovest) Borac Banja Luka     | (Ovest) Borac Banja Luka     | (Ovest) Borac Banja Luka     | (Ovest) Borac Banja Luka     | (Ovest) Borac Banja Luka     | (Ovest) Borac Banja Luka   | (Ovest) Borac Banja Luka   | (Ovest) Borac Banja Luka   | (Ovest) Borac Banja Luka   | (Ovest) Borac Banja Luka   | (Ovest) Borac Banja Luka   | (Ovest) Borac Banja Luka   | (Ovest) Borac Banja Luka   | (Ovest) Borac Banja Luka  | (Ovest) Borac Banja Luka  | (Ovest) Borac Banja Luka  | (Ovest) Borac Banja Luka  | (Ovest) Borac Banja Luka  | (Ovest) Borac Banja Luka  | (Ovest) Borac Banja Luka  | (Ovest) Borac Banja Luka  | (Ovest) Borac Banja Luka  | (Ovest) Borac Banja Luka  | (Est) Novi Sad                                     | (Est) Novi Sad                                     | (Est) Novi Sad                                     | (Est) Novi Sad                                     | (Est) Novi Sad                                     | (Est) Novi Sad                                     | (Est) Novi Sad                                     | (Est) Novi Sad                                     | (Est) Novi Sad                                     | (Est) Novi Sad                                     | (Est) Novi Sad                | (Est) Novi Sad                | (Est) Novi Sad                | (Est) Novi Sad                | (Est) Novi Sad                | (Est) Novi Sad                | (Est) Novi Sad                | (Est) Novi Sad                | (Est) Novi Sad                | (Est) Novi Sad                | (Est) Novi Sad                | (Est) Novi Sad                | (Est) Novi Sad                | (Est) Novi Sad                | (Est) Novi Sad                | (Est) Novi Sad                | (Est) Novi Sad                | (Est) Novi Sad                | (Est) Novi Sad                | (Est) Novi Sad                |                                                          |
| 2 gironi                         | 1961-62  | (Ovest) Željezničar          | (Ovest) Željezničar          | (Ovest) Željezničar          | (Ovest) Željezničar          | (Ovest) Željezničar          | (Ovest) Željezničar          | (Ovest) Željezničar          | (Ovest) Željezničar          | (Ovest) Željezničar          | (Ovest) Željezničar          | (Ovest) Željezničar          | (Ovest) Željezničar          | (Ovest) Željezničar        | (Ovest) Željezničar        | (Ovest) Željezničar        | (Ovest) Željezničar        | (Ovest) Željezničar        | (Ovest) Željezničar        | (Ovest) Željezničar        | (Ovest) Željezničar        | (Ovest) Željezničar       | (Ovest) Željezničar       | (Ovest) Željezničar       | (Ovest) Željezničar       | (Ovest) Željezničar       | (Ovest) Željezničar       | (Ovest) Željezničar       | (Ovest) Željezničar       | (Ovest) Željezničar       | (Ovest) Željezničar       | (Est) Budućnost                                    | (Est) Budućnost                                    | (Est) Budućnost                                    | (Est) Budućnost                                    | (Est) Budućnost                                    | (Est) Budućnost                                    | (Est) Budućnost                                    | (Est) Budućnost                                    | (Est) Budućnost                                    | (Est) Budućnost                                    | (Est) Budućnost               | (Est) Budućnost               | (Est) Budućnost               | (Est) Budućnost               | (Est) Budućnost               | (Est) Budućnost               | (Est) Budućnost               | (Est) Budućnost               | (Est) Budućnost               | (Est) Budućnost               | (Est) Budućnost               | (Est) Budućnost               | (Est) Budućnost               | (Est) Budućnost               | (Est) Budućnost               | (Est) Budućnost               | (Est) Budućnost               | (Est) Budućnost               | (Est) Budućnost               | (Est) Budućnost               | Sloboda Tuzla Radnički Niš                               |
| 2 gironi                         | 1962-63  | (Ovest) Trešnjevka           | (Ovest) Trešnjevka           | (Ovest) Trešnjevka           | (Ovest) Trešnjevka           | (Ovest) Trešnjevka           | (Ovest) Trešnjevka           | (Ovest) Trešnjevka           | (Ovest) Trešnjevka           | (Ovest) Trešnjevka           | (Ovest) Trešnjevka           | (Ovest) Trešnjevka           | (Ovest) Trešnjevka           | (Ovest) Trešnjevka         | (Ovest) Trešnjevka         | (Ovest) Trešnjevka         | (Ovest) Trešnjevka         | (Ovest) Trešnjevka         | (Ovest) Trešnjevka         | (Ovest) Trešnjevka         | (Ovest) Trešnjevka         | (Ovest) Trešnjevka        | (Ovest) Trešnjevka        | (Ovest) Trešnjevka        | (Ovest) Trešnjevka        | (Ovest) Trešnjevka        | (Ovest) Trešnjevka        | (Ovest) Trešnjevka        | (Ovest) Trešnjevka        | (Ovest) Trešnjevka        | (Ovest) Trešnjevka        | (Est) Vardar                                       | (Est) Vardar                                       | (Est) Vardar                                       | (Est) Vardar                                       | (Est) Vardar                                       | (Est) Vardar                                       | (Est) Vardar                                       | (Est) Vardar                                       | (Est) Vardar                                       | (Est) Vardar                                       | (Est) Vardar                  | (Est) Vardar                  | (Est) Vardar                  | (Est) Vardar                  | (Est) Vardar                  | (Est) Vardar                  | (Est) Vardar                  | (Est) Vardar                  | (Est) Vardar                  | (Est) Vardar                  | (Est) Vardar                  | (Est) Vardar                  | (Est) Vardar                  | (Est) Vardar                  | (Est) Vardar                  | (Est) Vardar                  | (Est) Vardar                  | (Est) Vardar                  | (Est) Vardar                  | (Est) Vardar                  |                                                          |
| 2 gironi                         | 1963-64  | (Ovest) NK Zagabria          | (Ovest) NK Zagabria          | (Ovest) NK Zagabria          | (Ovest) NK Zagabria          | (Ovest) NK Zagabria          | (Ovest) NK Zagabria          | (Ovest) NK Zagabria          | (Ovest) NK Zagabria          | (Ovest) NK Zagabria          | (Ovest) NK Zagabria          | (Ovest) NK Zagabria          | (Ovest) NK Zagabria          | (Ovest) NK Zagabria        | (Ovest) NK Zagabria        | (Ovest) NK Zagabria        | (Ovest) NK Zagabria        | (Ovest) NK Zagabria        | (Ovest) NK Zagabria        | (Ovest) NK Zagabria        | (Ovest) NK Zagabria        | (Ovest) NK Zagabria       | (Ovest) NK Zagabria       | (Ovest) NK Zagabria       | (Ovest) NK Zagabria       | (Ovest) NK Zagabria       | (Ovest) NK Zagabria       | (Ovest) NK Zagabria       | (Ovest) NK Zagabria       | (Ovest) NK Zagabria       | (Ovest) NK Zagabria       | (Est) Sutjeska                                     | (Est) Sutjeska                                     | (Est) Sutjeska                                     | (Est) Sutjeska                                     | (Est) Sutjeska                                     | (Est) Sutjeska                                     | (Est) Sutjeska                                     | (Est) Sutjeska                                     | (Est) Sutjeska                                     | (Est) Sutjeska                                     | (Est) Sutjeska                | (Est) Sutjeska                | (Est) Sutjeska                | (Est) Sutjeska                | (Est) Sutjeska                | (Est) Sutjeska                | (Est) Sutjeska                | (Est) Sutjeska                | (Est) Sutjeska                | (Est) Sutjeska                | (Est) Sutjeska                | (Est) Sutjeska                | (Est) Sutjeska                | (Est) Sutjeska                | (Est) Sutjeska                | (Est) Sutjeska                | (Est) Sutjeska                | (Est) Sutjeska                | (Est) Sutjeska                | (Est) Sutjeska                |                                                          |
| 2 gironi                         | 1964-65  | (Ovest) Olimpia Lubiana      | (Ovest) Olimpia Lubiana      | (Ovest) Olimpia Lubiana      | (Ovest) Olimpia Lubiana      | (Ovest) Olimpia Lubiana      | (Ovest) Olimpia Lubiana      | (Ovest) Olimpia Lubiana      | (Ovest) Olimpia Lubiana      | (Ovest) Olimpia Lubiana      | (Ovest) Olimpia Lubiana      | (Ovest) Olimpia Lubiana      | (Ovest) Olimpia Lubiana      | (Ovest) Olimpia Lubiana    | (Ovest) Olimpia Lubiana    | (Ovest) Olimpia Lubiana    | (Ovest) Olimpia Lubiana    | (Ovest) Olimpia Lubiana    | (Ovest) Olimpia Lubiana    | (Ovest) Olimpia Lubiana    | (Ovest) Olimpia Lubiana    | (Ovest) Olimpia Lubiana   | (Ovest) Olimpia Lubiana   | (Ovest) Olimpia Lubiana   | (Ovest) Olimpia Lubiana   | (Ovest) Olimpia Lubiana   | (Ovest) Olimpia Lubiana   | (Ovest) Olimpia Lubiana   | (Ovest) Olimpia Lubiana   | (Ovest) Olimpia Lubiana   | (Ovest) Olimpia Lubiana   | (Est) Radnički Belgrado                            | (Est) Radnički Belgrado                            | (Est) Radnički Belgrado                            | (Est) Radnički Belgrado                            | (Est) Radnički Belgrado                            | (Est) Radnički Belgrado                            | (Est) Radnički Belgrado                            | (Est) Radnički Belgrado                            | (Est) Radnički Belgrado                            | (Est) Radnički Belgrado                            | (Est) Radnički Belgrado       | (Est) Radnički Belgrado       | (Est) Radnički Belgrado       | (Est) Radnički Belgrado       | (Est) Radnički Belgrado       | (Est) Radnički Belgrado       | (Est) Radnički Belgrado       | (Est) Radnički Belgrado       | (Est) Radnički Belgrado       | (Est) Radnički Belgrado       | (Est) Radnički Belgrado       | (Est) Radnički Belgrado       | (Est) Radnički Belgrado       | (Est) Radnički Belgrado       | (Est) Radnički Belgrado       | (Est) Radnički Belgrado       | (Est) Radnički Belgrado       | (Est) Radnički Belgrado       | (Est) Radnički Belgrado       | (Est) Radnički Belgrado       |                                                          |
| 2 gironi                         | 1965-66  | (Ovest) Čelik Zenica         | (Ovest) Čelik Zenica         | (Ovest) Čelik Zenica         | (Ovest) Čelik Zenica         | (Ovest) Čelik Zenica         | (Ovest) Čelik Zenica         | (Ovest) Čelik Zenica         | (Ovest) Čelik Zenica         | (Ovest) Čelik Zenica         | (Ovest) Čelik Zenica         | (Ovest) Čelik Zenica         | (Ovest) Čelik Zenica         | (Ovest) Čelik Zenica       | (Ovest) Čelik Zenica       | (Ovest) Čelik Zenica       | (Ovest) Čelik Zenica       | (Ovest) Čelik Zenica       | (Ovest) Čelik Zenica       | (Ovest) Čelik Zenica       | (Ovest) Čelik Zenica       | (Ovest) Čelik Zenica      | (Ovest) Čelik Zenica      | (Ovest) Čelik Zenica      | (Ovest) Čelik Zenica      | (Ovest) Čelik Zenica      | (Ovest) Čelik Zenica      | (Ovest) Čelik Zenica      | (Ovest) Čelik Zenica      | (Ovest) Čelik Zenica      | (Ovest) Čelik Zenica      | (Est) Sutjeska                                     | (Est) Sutjeska                                     | (Est) Sutjeska                                     | (Est) Sutjeska                                     | (Est) Sutjeska                                     | (Est) Sutjeska                                     | (Est) Sutjeska                                     | (Est) Sutjeska                                     | (Est) Sutjeska                                     | (Est) Sutjeska                                     | (Est) Sutjeska                | (Est) Sutjeska                | (Est) Sutjeska                | (Est) Sutjeska                | (Est) Sutjeska                | (Est) Sutjeska                | (Est) Sutjeska                | (Est) Sutjeska                | (Est) Sutjeska                | (Est) Sutjeska                | (Est) Sutjeska                | (Est) Sutjeska                | (Est) Sutjeska                | (Est) Sutjeska                | (Est) Sutjeska                | (Est) Sutjeska                | (Est) Sutjeska                | (Est) Sutjeska                | (Est) Sutjeska                | (Est) Sutjeska                |                                                          |
| 2 gironi                         | 1966-67  | (Ovest) Maribor              | (Ovest) Maribor              | (Ovest) Maribor              | (Ovest) Maribor              | (Ovest) Maribor              | (Ovest) Maribor              | (Ovest) Maribor              | (Ovest) Maribor              | (Ovest) Maribor              | (Ovest) Maribor              | (Ovest) Maribor              | (Ovest) Maribor              | (Ovest) Maribor            | (Ovest) Maribor            | (Ovest) Maribor            | (Ovest) Maribor            | (Ovest) Maribor            | (Ovest) Maribor            | (Ovest) Maribor            | (Ovest) Maribor            | (Ovest) Maribor           | (Ovest) Maribor           | (Ovest) Maribor           | (Ovest) Maribor           | (Ovest) Maribor           | (Ovest) Maribor           | (Ovest) Maribor           | (Ovest) Maribor           | (Ovest) Maribor           | (Ovest) Maribor           | (Est) Proleter Zrenjanin                           | (Est) Proleter Zrenjanin                           | (Est) Proleter Zrenjanin                           | (Est) Proleter Zrenjanin                           | (Est) Proleter Zrenjanin                           | (Est) Proleter Zrenjanin                           | (Est) Proleter Zrenjanin                           | (Est) Proleter Zrenjanin                           | (Est) Proleter Zrenjanin                           | (Est) Proleter Zrenjanin                           | (Est) Proleter Zrenjanin      | (Est) Proleter Zrenjanin      | (Est) Proleter Zrenjanin      | (Est) Proleter Zrenjanin      | (Est) Proleter Zrenjanin      | (Est) Proleter Zrenjanin      | (Est) Proleter Zrenjanin      | (Est) Proleter Zrenjanin      | (Est) Proleter Zrenjanin      | (Est) Proleter Zrenjanin      | (Est) Proleter Zrenjanin      | (Est) Proleter Zrenjanin      | (Est) Proleter Zrenjanin      | (Est) Proleter Zrenjanin      | (Est) Proleter Zrenjanin      | (Est) Proleter Zrenjanin      | (Est) Proleter Zrenjanin      | (Est) Proleter Zrenjanin      | (Est) Proleter Zrenjanin      | (Est) Proleter Zrenjanin      |                                                          |
| 2 gironi                         | 1967-68  | (Ovest) Čelik Zenica         | (Ovest) Čelik Zenica         | (Ovest) Čelik Zenica         | (Ovest) Čelik Zenica         | (Ovest) Čelik Zenica         | (Ovest) Čelik Zenica         | (Ovest) Čelik Zenica         | (Ovest) Čelik Zenica         | (Ovest) Čelik Zenica         | (Ovest) Čelik Zenica         | (Ovest) Čelik Zenica         | (Ovest) Čelik Zenica         | (Ovest) Čelik Zenica       | (Ovest) Čelik Zenica       | (Ovest) Čelik Zenica       | (Ovest) Čelik Zenica       | (Ovest) Čelik Zenica       | (Ovest) Čelik Zenica       | (Ovest) Čelik Zenica       | (Ovest) Čelik Zenica       | (Ovest) Čelik Zenica      | (Ovest) Čelik Zenica      | (Ovest) Čelik Zenica      | (Ovest) Čelik Zenica      | (Ovest) Čelik Zenica      | (Ovest) Čelik Zenica      | (Ovest) Čelik Zenica      | (Ovest) Čelik Zenica      | (Ovest) Čelik Zenica      | (Ovest) Čelik Zenica      | (Est) Bor                                          | (Est) Bor                                          | (Est) Bor                                          | (Est) Bor                                          | (Est) Bor                                          | (Est) Bor                                          | (Est) Bor                                          | (Est) Bor                                          | (Est) Bor                                          | (Est) Bor                                          | (Est) Bor                     | (Est) Bor                     | (Est) Bor                     | (Est) Bor                     | (Est) Bor                     | (Est) Bor                     | (Est) Bor                     | (Est) Bor                     | (Est) Bor                     | (Est) Bor                     | (Est) Bor                     | (Est) Bor                     | (Est) Bor                     | (Est) Bor                     | (Est) Bor                     | (Est) Bor                     | (Est) Bor                     | (Est) Bor                     | (Est) Bor                     | (Est) Bor                     |                                                          |
| 4 gironi                         | 1968-69  | (Ovest) Orijent              | (Ovest) Orijent              | (Ovest) Orijent              | (Ovest) Orijent              | (Ovest) Orijent              | (Ovest) Orijent              | (Ovest) Orijent              | (Ovest) Orijent              | (Ovest) Orijent              | (Ovest) Orijent              | (Ovest) Orijent              | (Ovest) Orijent              | (Ovest) Orijent            | (Ovest) Orijent            | (Ovest) Orijent            | (Nord) Sloboda Tuzla       | (Nord) Sloboda Tuzla       | (Nord) Sloboda Tuzla       | (Nord) Sloboda Tuzla       | (Nord) Sloboda Tuzla       | (Nord) Sloboda Tuzla      | (Nord) Sloboda Tuzla      | (Nord) Sloboda Tuzla      | (Nord) Sloboda Tuzla      | (Nord) Sloboda Tuzla      | (Nord) Sloboda Tuzla      | (Nord) Sloboda Tuzla      | (Nord) Sloboda Tuzla      | (Nord) Sloboda Tuzla      | (Nord) Sloboda Tuzla      | (Sud) Budućnost                                    | (Sud) Budućnost                                    | (Sud) Budućnost                                    | (Sud) Budućnost                                    | (Sud) Budućnost                                    | (Sud) Budućnost                                    | (Sud) Budućnost                                    | (Sud) Budućnost                                    | (Sud) Budućnost                                    | (Sud) Budućnost                                    | (Sud) Budućnost               | (Sud) Budućnost               | (Sud) Budućnost               | (Sud) Budućnost               | (Sud) Budućnost               | (Est) Radnički Kragujevac     | (Est) Radnički Kragujevac     | (Est) Radnički Kragujevac     | (Est) Radnički Kragujevac     | (Est) Radnički Kragujevac     | (Est) Radnički Kragujevac     | (Est) Radnički Kragujevac     | (Est) Radnički Kragujevac     | (Est) Radnički Kragujevac     | (Est) Radnički Kragujevac     | (Est) Radnički Kragujevac     | (Est) Radnički Kragujevac     | (Est) Radnički Kragujevac     | (Est) Radnički Kragujevac     | (Est) Radnički Kragujevac     |                                                          |
| 4 gironi                         | 1969-70  | (Ovest) Rijeka               | (Ovest) Rijeka               | (Ovest) Rijeka               | (Ovest) Rijeka               | (Ovest) Rijeka               | (Ovest) Rijeka               | (Ovest) Rijeka               | (Ovest) Rijeka               | (Ovest) Rijeka               | (Ovest) Rijeka               | (Ovest) Rijeka               | (Ovest) Rijeka               | (Ovest) Rijeka             | (Ovest) Rijeka             | (Ovest) Rijeka             | (Nord) Osijek              | (Nord) Osijek              | (Nord) Osijek              | (Nord) Osijek              | (Nord) Osijek              | (Nord) Osijek             | (Nord) Osijek             | (Nord) Osijek             | (Nord) Osijek             | (Nord) Osijek             | (Nord) Osijek             | (Nord) Osijek             | (Nord) Osijek             | (Nord) Osijek             | (Nord) Osijek             | (Sud) Sutjeska                                     | (Sud) Sutjeska                                     | (Sud) Sutjeska                                     | (Sud) Sutjeska                                     | (Sud) Sutjeska                                     | (Sud) Sutjeska                                     | (Sud) Sutjeska                                     | (Sud) Sutjeska                                     | (Sud) Sutjeska                                     | (Sud) Sutjeska                                     | (Sud) Sutjeska                | (Sud) Sutjeska                | (Sud) Sutjeska                | (Sud) Sutjeska                | (Sud) Sutjeska                | (Est) Sloga Kraljevo          | (Est) Sloga Kraljevo          | (Est) Sloga Kraljevo          | (Est) Sloga Kraljevo          | (Est) Sloga Kraljevo          | (Est) Sloga Kraljevo          | (Est) Sloga Kraljevo          | (Est) Sloga Kraljevo          | (Est) Sloga Kraljevo          | (Est) Sloga Kraljevo          | (Est) Sloga Kraljevo          | (Est) Sloga Kraljevo          | (Est) Sloga Kraljevo          | (Est) Sloga Kraljevo          | (Est) Sloga Kraljevo          | Borac Banja Luka Crvenka                                 |
| 4 gironi                         | 1970-71  | (Ovest) Rijeka               | (Ovest) Rijeka               | (Ovest) Rijeka               | (Ovest) Rijeka               | (Ovest) Rijeka               | (Ovest) Rijeka               | (Ovest) Rijeka               | (Ovest) Rijeka               | (Ovest) Rijeka               | (Ovest) Rijeka               | (Ovest) Rijeka               | (Ovest) Rijeka               | (Ovest) Rijeka             | (Ovest) Rijeka             | (Ovest) Rijeka             | (Nord) Proleter Zrenjanin  | (Nord) Proleter Zrenjanin  | (Nord) Proleter Zrenjanin  | (Nord) Proleter Zrenjanin  | (Nord) Proleter Zrenjanin  | (Nord) Proleter Zrenjanin | (Nord) Proleter Zrenjanin | (Nord) Proleter Zrenjanin | (Nord) Proleter Zrenjanin | (Nord) Proleter Zrenjanin | (Nord) Proleter Zrenjanin | (Nord) Proleter Zrenjanin | (Nord) Proleter Zrenjanin | (Nord) Proleter Zrenjanin | (Nord) Proleter Zrenjanin | (Sud) Sutjeska                                     | (Sud) Sutjeska                                     | (Sud) Sutjeska                                     | (Sud) Sutjeska                                     | (Sud) Sutjeska                                     | (Sud) Sutjeska                                     | (Sud) Sutjeska                                     | (Sud) Sutjeska                                     | (Sud) Sutjeska                                     | (Sud) Sutjeska                                     | (Sud) Sutjeska                | (Sud) Sutjeska                | (Sud) Sutjeska                | (Sud) Sutjeska                | (Sud) Sutjeska                | (Est) Vardar                  | (Est) Vardar                  | (Est) Vardar                  | (Est) Vardar                  | (Est) Vardar                  | (Est) Vardar                  | (Est) Vardar                  | (Est) Vardar                  | (Est) Vardar                  | (Est) Vardar                  | (Est) Vardar                  | (Est) Vardar                  | (Est) Vardar                  | (Est) Vardar                  | (Est) Vardar                  |                                                          |
| 4 gironi                         | 1971-72  | (Ovest) Rijeka               | (Ovest) Rijeka               | (Ovest) Rijeka               | (Ovest) Rijeka               | (Ovest) Rijeka               | (Ovest) Rijeka               | (Ovest) Rijeka               | (Ovest) Rijeka               | (Ovest) Rijeka               | (Ovest) Rijeka               | (Ovest) Rijeka               | (Ovest) Rijeka               | (Ovest) Rijeka             | (Ovest) Rijeka             | (Ovest) Rijeka             | (Nord) Spartak Subotica    | (Nord) Spartak Subotica    | (Nord) Spartak Subotica    | (Nord) Spartak Subotica    | (Nord) Spartak Subotica    | (Nord) Spartak Subotica   | (Nord) Spartak Subotica   | (Nord) Spartak Subotica   | (Nord) Spartak Subotica   | (Nord) Spartak Subotica   | (Nord) Spartak Subotica   | (Nord) Spartak Subotica   | (Nord) Spartak Subotica   | (Nord) Spartak Subotica   | (Nord) Spartak Subotica   | (Sud) Budućnost                                    | (Sud) Budućnost                                    | (Sud) Budućnost                                    | (Sud) Budućnost                                    | (Sud) Budućnost                                    | (Sud) Budućnost                                    | (Sud) Budućnost                                    | (Sud) Budućnost                                    | (Sud) Budućnost                                    | (Sud) Budućnost                                    | (Sud) Budućnost               | (Sud) Budućnost               | (Sud) Budućnost               | (Sud) Budućnost               | (Sud) Budućnost               | (Est) Bor                     | (Est) Bor                     | (Est) Bor                     | (Est) Bor                     | (Est) Bor                     | (Est) Bor                     | (Est) Bor                     | (Est) Bor                     | (Est) Bor                     | (Est) Bor                     | (Est) Bor                     | (Est) Bor                     | (Est) Bor                     | (Est) Bor                     | (Est) Bor                     |                                                          |
| 4 gironi                         | 1972-73  | (Ovest) NK Zagabria          | (Ovest) NK Zagabria          | (Ovest) NK Zagabria          | (Ovest) NK Zagabria          | (Ovest) NK Zagabria          | (Ovest) NK Zagabria          | (Ovest) NK Zagabria          | (Ovest) NK Zagabria          | (Ovest) NK Zagabria          | (Ovest) NK Zagabria          | (Ovest) NK Zagabria          | (Ovest) NK Zagabria          | (Ovest) NK Zagabria        | (Ovest) NK Zagabria        | (Ovest) NK Zagabria        | (Nord) Osijek              | (Nord) Osijek              | (Nord) Osijek              | (Nord) Osijek              | (Nord) Osijek              | (Nord) Osijek             | (Nord) Osijek             | (Nord) Osijek             | (Nord) Osijek             | (Nord) Osijek             | (Nord) Osijek             | (Nord) Osijek             | (Nord) Osijek             | (Nord) Osijek             | (Nord) Osijek             | (Sud) Budućnost                                    | (Sud) Budućnost                                    | (Sud) Budućnost                                    | (Sud) Budućnost                                    | (Sud) Budućnost                                    | (Sud) Budućnost                                    | (Sud) Budućnost                                    | (Sud) Budućnost                                    | (Sud) Budućnost                                    | (Sud) Budućnost                                    | (Sud) Budućnost               | (Sud) Budućnost               | (Sud) Budućnost               | (Sud) Budućnost               | (Sud) Budućnost               | (Est) Borac Čačak             | (Est) Borac Čačak             | (Est) Borac Čačak             | (Est) Borac Čačak             | (Est) Borac Čačak             | (Est) Borac Čačak             | (Est) Borac Čačak             | (Est) Borac Čačak             | (Est) Borac Čačak             | (Est) Borac Čačak             | (Est) Borac Čačak             | (Est) Borac Čačak             | (Est) Borac Čačak             | (Est) Borac Čačak             | (Est) Borac Čačak             | Proleter Zrenjanin                                       |
| 2 gironi                         | 1973-74  | (Ovest) Rijeka               | (Ovest) Rijeka               | (Ovest) Rijeka               | (Ovest) Rijeka               | (Ovest) Rijeka               | (Ovest) Rijeka               | (Ovest) Rijeka               | (Ovest) Rijeka               | (Ovest) Rijeka               | (Ovest) Rijeka               | (Ovest) Rijeka               | (Ovest) Rijeka               | (Ovest) Rijeka             | (Ovest) Rijeka             | (Ovest) Rijeka             | (Ovest) Rijeka             | (Ovest) Rijeka             | (Ovest) Rijeka             | (Ovest) Rijeka             | (Ovest) Rijeka             | (Ovest) Rijeka            | (Ovest) Rijeka            | (Ovest) Rijeka            | (Ovest) Rijeka            | (Ovest) Rijeka            | (Ovest) Rijeka            | (Ovest) Rijeka            | (Ovest) Rijeka            | (Ovest) Rijeka            | (Ovest) Rijeka            | (Est) Radnički Kragujevac                          | (Est) Radnički Kragujevac                          | (Est) Radnički Kragujevac                          | (Est) Radnički Kragujevac                          | (Est) Radnički Kragujevac                          | (Est) Radnički Kragujevac                          | (Est) Radnički Kragujevac                          | (Est) Radnički Kragujevac                          | (Est) Radnički Kragujevac                          | (Est) Radnički Kragujevac                          | (Est) Radnički Kragujevac     | (Est) Radnički Kragujevac     | (Est) Radnički Kragujevac     | (Est) Radnički Kragujevac     | (Est) Radnički Kragujevac     | (Est) Radnički Kragujevac     | (Est) Radnički Kragujevac     | (Est) Radnički Kragujevac     | (Est) Radnički Kragujevac     | (Est) Radnički Kragujevac     | (Est) Radnički Kragujevac     | (Est) Radnički Kragujevac     | (Est) Radnički Kragujevac     | (Est) Radnički Kragujevac     | (Est) Radnički Kragujevac     | (Est) Radnički Kragujevac     | (Est) Radnički Kragujevac     | (Est) Radnički Kragujevac     | (Est) Radnički Kragujevac     | (Est) Radnički Kragujevac     |                                                          |
| 2 gironi                         | 1974-75  | (Ovest) Borac Banja Luka     | (Ovest) Borac Banja Luka     | (Ovest) Borac Banja Luka     | (Ovest) Borac Banja Luka     | (Ovest) Borac Banja Luka     | (Ovest) Borac Banja Luka     | (Ovest) Borac Banja Luka     | (Ovest) Borac Banja Luka     | (Ovest) Borac Banja Luka     | (Ovest) Borac Banja Luka     | (Ovest) Borac Banja Luka     | (Ovest) Borac Banja Luka     | (Ovest) Borac Banja Luka   | (Ovest) Borac Banja Luka   | (Ovest) Borac Banja Luka   | (Ovest) Borac Banja Luka   | (Ovest) Borac Banja Luka   | (Ovest) Borac Banja Luka   | (Ovest) Borac Banja Luka   | (Ovest) Borac Banja Luka   | (Ovest) Borac Banja Luka  | (Ovest) Borac Banja Luka  | (Ovest) Borac Banja Luka  | (Ovest) Borac Banja Luka  | (Ovest) Borac Banja Luka  | (Ovest) Borac Banja Luka  | (Ovest) Borac Banja Luka  | (Ovest) Borac Banja Luka  | (Ovest) Borac Banja Luka  | (Ovest) Borac Banja Luka  | (Est) Budućnost                                    | (Est) Budućnost                                    | (Est) Budućnost                                    | (Est) Budućnost                                    | (Est) Budućnost                                    | (Est) Budućnost                                    | (Est) Budućnost                                    | (Est) Budućnost                                    | (Est) Budućnost                                    | (Est) Budućnost                                    | (Est) Budućnost               | (Est) Budućnost               | (Est) Budućnost               | (Est) Budućnost               | (Est) Budućnost               | (Est) Budućnost               | (Est) Budućnost               | (Est) Budućnost               | (Est) Budućnost               | (Est) Budućnost               | (Est) Budućnost               | (Est) Budućnost               | (Est) Budućnost               | (Est) Budućnost               | (Est) Budućnost               | (Est) Budućnost               | (Est) Budućnost               | (Est) Budućnost               | (Est) Budućnost               | (Est) Budućnost               |                                                          |
| 2 gironi                         | 1975-76  | (Ovest) NK Zagabria          | (Ovest) NK Zagabria          | (Ovest) NK Zagabria          | (Ovest) NK Zagabria          | (Ovest) NK Zagabria          | (Ovest) NK Zagabria          | (Ovest) NK Zagabria          | (Ovest) NK Zagabria          | (Ovest) NK Zagabria          | (Ovest) NK Zagabria          | (Ovest) NK Zagabria          | (Ovest) NK Zagabria          | (Ovest) NK Zagabria        | (Ovest) NK Zagabria        | (Ovest) NK Zagabria        | (Ovest) NK Zagabria        | (Ovest) NK Zagabria        | (Ovest) NK Zagabria        | (Ovest) NK Zagabria        | (Ovest) NK Zagabria        | (Ovest) NK Zagabria       | (Ovest) NK Zagabria       | (Ovest) NK Zagabria       | (Ovest) NK Zagabria       | (Ovest) NK Zagabria       | (Ovest) NK Zagabria       | (Ovest) NK Zagabria       | (Ovest) NK Zagabria       | (Ovest) NK Zagabria       | (Ovest) NK Zagabria       | (Est) Napredak Kruševac                            | (Est) Napredak Kruševac                            | (Est) Napredak Kruševac                            | (Est) Napredak Kruševac                            | (Est) Napredak Kruševac                            | (Est) Napredak Kruševac                            | (Est) Napredak Kruševac                            | (Est) Napredak Kruševac                            | (Est) Napredak Kruševac                            | (Est) Napredak Kruševac                            | (Est) Napredak Kruševac       | (Est) Napredak Kruševac       | (Est) Napredak Kruševac       | (Est) Napredak Kruševac       | (Est) Napredak Kruševac       | (Est) Napredak Kruševac       | (Est) Napredak Kruševac       | (Est) Napredak Kruševac       | (Est) Napredak Kruševac       | (Est) Napredak Kruševac       | (Est) Napredak Kruševac       | (Est) Napredak Kruševac       | (Est) Napredak Kruševac       | (Est) Napredak Kruševac       | (Est) Napredak Kruševac       | (Est) Napredak Kruševac       | (Est) Napredak Kruševac       | (Est) Napredak Kruševac       | (Est) Napredak Kruševac       | (Est) Napredak Kruševac       |                                                          |
| 2 gironi                         | 1976-77  | (Ovest) Osijek               | (Ovest) Osijek               | (Ovest) Osijek               | (Ovest) Osijek               | (Ovest) Osijek               | (Ovest) Osijek               | (Ovest) Osijek               | (Ovest) Osijek               | (Ovest) Osijek               | (Ovest) Osijek               | (Ovest) Osijek               | (Ovest) Osijek               | (Ovest) Osijek             | (Ovest) Osijek             | (Ovest) Osijek             | (Ovest) Osijek             | (Ovest) Osijek             | (Ovest) Osijek             | (Ovest) Osijek             | (Ovest) Osijek             | (Ovest) Osijek            | (Ovest) Osijek            | (Ovest) Osijek            | (Ovest) Osijek            | (Ovest) Osijek            | (Ovest) Osijek            | (Ovest) Osijek            | (Ovest) Osijek            | (Ovest) Osijek            | (Ovest) Osijek            | (Est) FK Trepča                                    | (Est) FK Trepča                                    | (Est) FK Trepča                                    | (Est) FK Trepča                                    | (Est) FK Trepča                                    | (Est) FK Trepča                                    | (Est) FK Trepča                                    | (Est) FK Trepča                                    | (Est) FK Trepča                                    | (Est) FK Trepča                                    | (Est) FK Trepča               | (Est) FK Trepča               | (Est) FK Trepča               | (Est) FK Trepča               | (Est) FK Trepča               | (Est) FK Trepča               | (Est) FK Trepča               | (Est) FK Trepča               | (Est) FK Trepča               | (Est) FK Trepča               | (Est) FK Trepča               | (Est) FK Trepča               | (Est) FK Trepča               | (Est) FK Trepča               | (Est) FK Trepča               | (Est) FK Trepča               | (Est) FK Trepča               | (Est) FK Trepča               | (Est) FK Trepča               | (Est) FK Trepča               |                                                          |
| 2 gironi                         | 1977-78  | (Ovest) Željezničar          | (Ovest) Željezničar          | (Ovest) Željezničar          | (Ovest) Željezničar          | (Ovest) Željezničar          | (Ovest) Željezničar          | (Ovest) Željezničar          | (Ovest) Željezničar          | (Ovest) Željezničar          | (Ovest) Željezničar          | (Ovest) Željezničar          | (Ovest) Željezničar          | (Ovest) Željezničar        | (Ovest) Željezničar        | (Ovest) Željezničar        | (Ovest) Željezničar        | (Ovest) Željezničar        | (Ovest) Željezničar        | (Ovest) Željezničar        | (Ovest) Željezničar        | (Ovest) Željezničar       | (Ovest) Željezničar       | (Ovest) Željezničar       | (Ovest) Željezničar       | (Ovest) Željezničar       | (Ovest) Željezničar       | (Ovest) Željezničar       | (Ovest) Željezničar       | (Ovest) Željezničar       | (Ovest) Željezničar       | (Est) Napredak Kruševac                            | (Est) Napredak Kruševac                            | (Est) Napredak Kruševac                            | (Est) Napredak Kruševac                            | (Est) Napredak Kruševac                            | (Est) Napredak Kruševac                            | (Est) Napredak Kruševac                            | (Est) Napredak Kruševac                            | (Est) Napredak Kruševac                            | (Est) Napredak Kruševac                            | (Est) Napredak Kruševac       | (Est) Napredak Kruševac       | (Est) Napredak Kruševac       | (Est) Napredak Kruševac       | (Est) Napredak Kruševac       | (Est) Napredak Kruševac       | (Est) Napredak Kruševac       | (Est) Napredak Kruševac       | (Est) Napredak Kruševac       | (Est) Napredak Kruševac       | (Est) Napredak Kruševac       | (Est) Napredak Kruševac       | (Est) Napredak Kruševac       | (Est) Napredak Kruševac       | (Est) Napredak Kruševac       | (Est) Napredak Kruševac       | (Est) Napredak Kruševac       | (Est) Napredak Kruševac       | (Est) Napredak Kruševac       | (Est) Napredak Kruševac       |                                                          |
| 2 gironi                         | 1978-79  | (Ovest) Čelik Zenica         | (Ovest) Čelik Zenica         | (Ovest) Čelik Zenica         | (Ovest) Čelik Zenica         | (Ovest) Čelik Zenica         | (Ovest) Čelik Zenica         | (Ovest) Čelik Zenica         | (Ovest) Čelik Zenica         | (Ovest) Čelik Zenica         | (Ovest) Čelik Zenica         | (Ovest) Čelik Zenica         | (Ovest) Čelik Zenica         | (Ovest) Čelik Zenica       | (Ovest) Čelik Zenica       | (Ovest) Čelik Zenica       | (Ovest) Čelik Zenica       | (Ovest) Čelik Zenica       | (Ovest) Čelik Zenica       | (Ovest) Čelik Zenica       | (Ovest) Čelik Zenica       | (Ovest) Čelik Zenica      | (Ovest) Čelik Zenica      | (Ovest) Čelik Zenica      | (Ovest) Čelik Zenica      | (Ovest) Čelik Zenica      | (Ovest) Čelik Zenica      | (Ovest) Čelik Zenica      | (Ovest) Čelik Zenica      | (Ovest) Čelik Zenica      | (Ovest) Čelik Zenica      | (Est) Vardar                                       | (Est) Vardar                                       | (Est) Vardar                                       | (Est) Vardar                                       | (Est) Vardar                                       | (Est) Vardar                                       | (Est) Vardar                                       | (Est) Vardar                                       | (Est) Vardar                                       | (Est) Vardar                                       | (Est) Vardar                  | (Est) Vardar                  | (Est) Vardar                  | (Est) Vardar                  | (Est) Vardar                  | (Est) Vardar                  | (Est) Vardar                  | (Est) Vardar                  | (Est) Vardar                  | (Est) Vardar                  | (Est) Vardar                  | (Est) Vardar                  | (Est) Vardar                  | (Est) Vardar                  | (Est) Vardar                  | (Est) Vardar                  | (Est) Vardar                  | (Est) Vardar                  | (Est) Vardar                  | (Est) Vardar                  |                                                          |
| 2 gironi                         | 1979-80  | (Ovest) NK Zagabria          | (Ovest) NK Zagabria          | (Ovest) NK Zagabria          | (Ovest) NK Zagabria          | (Ovest) NK Zagabria          | (Ovest) NK Zagabria          | (Ovest) NK Zagabria          | (Ovest) NK Zagabria          | (Ovest) NK Zagabria          | (Ovest) NK Zagabria          | (Ovest) NK Zagabria          | (Ovest) NK Zagabria          | (Ovest) NK Zagabria        | (Ovest) NK Zagabria        | (Ovest) NK Zagabria        | (Ovest) NK Zagabria        | (Ovest) NK Zagabria        | (Ovest) NK Zagabria        | (Ovest) NK Zagabria        | (Ovest) NK Zagabria        | (Ovest) NK Zagabria       | (Ovest) NK Zagabria       | (Ovest) NK Zagabria       | (Ovest) NK Zagabria       | (Ovest) NK Zagabria       | (Ovest) NK Zagabria       | (Ovest) NK Zagabria       | (Ovest) NK Zagabria       | (Ovest) NK Zagabria       | (Ovest) NK Zagabria       | (Est) OFK Belgrado                                 | (Est) OFK Belgrado                                 | (Est) OFK Belgrado                                 | (Est) OFK Belgrado                                 | (Est) OFK Belgrado                                 | (Est) OFK Belgrado                                 | (Est) OFK Belgrado                                 | (Est) OFK Belgrado                                 | (Est) OFK Belgrado                                 | (Est) OFK Belgrado                                 | (Est) OFK Belgrado            | (Est) OFK Belgrado            | (Est) OFK Belgrado            | (Est) OFK Belgrado            | (Est) OFK Belgrado            | (Est) OFK Belgrado            | (Est) OFK Belgrado            | (Est) OFK Belgrado            | (Est) OFK Belgrado            | (Est) OFK Belgrado            | (Est) OFK Belgrado            | (Est) OFK Belgrado            | (Est) OFK Belgrado            | (Est) OFK Belgrado            | (Est) OFK Belgrado            | (Est) OFK Belgrado            | (Est) OFK Belgrado            | (Est) OFK Belgrado            | (Est) OFK Belgrado            | (Est) OFK Belgrado            |                                                          |
| 2 gironi                         | 1980-81  | (Ovest) Osijek               | (Ovest) Osijek               | (Ovest) Osijek               | (Ovest) Osijek               | (Ovest) Osijek               | (Ovest) Osijek               | (Ovest) Osijek               | (Ovest) Osijek               | (Ovest) Osijek               | (Ovest) Osijek               | (Ovest) Osijek               | (Ovest) Osijek               | (Ovest) Osijek             | (Ovest) Osijek             | (Ovest) Osijek             | (Ovest) Osijek             | (Ovest) Osijek             | (Ovest) Osijek             | (Ovest) Osijek             | (Ovest) Osijek             | (Ovest) Osijek            | (Ovest) Osijek            | (Ovest) Osijek            | (Ovest) Osijek            | (Ovest) Osijek            | (Ovest) Osijek            | (Ovest) Osijek            | (Ovest) Osijek            | (Ovest) Osijek            | (Ovest) Osijek            | (Est) Teteks                                       | (Est) Teteks                                       | (Est) Teteks                                       | (Est) Teteks                                       | (Est) Teteks                                       | (Est) Teteks                                       | (Est) Teteks                                       | (Est) Teteks                                       | (Est) Teteks                                       | (Est) Teteks                                       | (Est) Teteks                  | (Est) Teteks                  | (Est) Teteks                  | (Est) Teteks                  | (Est) Teteks                  | (Est) Teteks                  | (Est) Teteks                  | (Est) Teteks                  | (Est) Teteks                  | (Est) Teteks                  | (Est) Teteks                  | (Est) Teteks                  | (Est) Teteks                  | (Est) Teteks                  | (Est) Teteks                  | (Est) Teteks                  | (Est) Teteks                  | (Est) Teteks                  | (Est) Teteks                  | (Est) Teteks                  |                                                          |
| 2 gironi                         | 1981-82  | (Ovest) Dinamo Vinkovci      | (Ovest) Dinamo Vinkovci      | (Ovest) Dinamo Vinkovci      | (Ovest) Dinamo Vinkovci      | (Ovest) Dinamo Vinkovci      | (Ovest) Dinamo Vinkovci      | (Ovest) Dinamo Vinkovci      | (Ovest) Dinamo Vinkovci      | (Ovest) Dinamo Vinkovci      | (Ovest) Dinamo Vinkovci      | (Ovest) Dinamo Vinkovci      | (Ovest) Dinamo Vinkovci      | (Ovest) Dinamo Vinkovci    | (Ovest) Dinamo Vinkovci    | (Ovest) Dinamo Vinkovci    | (Ovest) Dinamo Vinkovci    | (Ovest) Dinamo Vinkovci    | (Ovest) Dinamo Vinkovci    | (Ovest) Dinamo Vinkovci    | (Ovest) Dinamo Vinkovci    | (Ovest) Dinamo Vinkovci   | (Ovest) Dinamo Vinkovci   | (Ovest) Dinamo Vinkovci   | (Ovest) Dinamo Vinkovci   | (Ovest) Dinamo Vinkovci   | (Ovest) Dinamo Vinkovci   | (Ovest) Dinamo Vinkovci   | (Ovest) Dinamo Vinkovci   | (Ovest) Dinamo Vinkovci   | (Ovest) Dinamo Vinkovci   | (Est) Zemun                                        | (Est) Zemun                                        | (Est) Zemun                                        | (Est) Zemun                                        | (Est) Zemun                                        | (Est) Zemun                                        | (Est) Zemun                                        | (Est) Zemun                                        | (Est) Zemun                                        | (Est) Zemun                                        | (Est) Zemun                   | (Est) Zemun                   | (Est) Zemun                   | (Est) Zemun                   | (Est) Zemun                   | (Est) Zemun                   | (Est) Zemun                   | (Est) Zemun                   | (Est) Zemun                   | (Est) Zemun                   | (Est) Zemun                   | (Est) Zemun                   | (Est) Zemun                   | (Est) Zemun                   | (Est) Zemun                   | (Est) Zemun                   | (Est) Zemun                   | (Est) Zemun                   | (Est) Zemun                   | (Est) Zemun                   |                                                          |
| 2 gironi                         | 1982-83  | (Ovest) Čelik Zenica         | (Ovest) Čelik Zenica         | (Ovest) Čelik Zenica         | (Ovest) Čelik Zenica         | (Ovest) Čelik Zenica         | (Ovest) Čelik Zenica         | (Ovest) Čelik Zenica         | (Ovest) Čelik Zenica         | (Ovest) Čelik Zenica         | (Ovest) Čelik Zenica         | (Ovest) Čelik Zenica         | (Ovest) Čelik Zenica         | (Ovest) Čelik Zenica       | (Ovest) Čelik Zenica       | (Ovest) Čelik Zenica       | (Ovest) Čelik Zenica       | (Ovest) Čelik Zenica       | (Ovest) Čelik Zenica       | (Ovest) Čelik Zenica       | (Ovest) Čelik Zenica       | (Ovest) Čelik Zenica      | (Ovest) Čelik Zenica      | (Ovest) Čelik Zenica      | (Ovest) Čelik Zenica      | (Ovest) Čelik Zenica      | (Ovest) Čelik Zenica      | (Ovest) Čelik Zenica      | (Ovest) Čelik Zenica      | (Ovest) Čelik Zenica      | (Ovest) Čelik Zenica      | (Est) Priština                                     | (Est) Priština                                     | (Est) Priština                                     | (Est) Priština                                     | (Est) Priština                                     | (Est) Priština                                     | (Est) Priština                                     | (Est) Priština                                     | (Est) Priština                                     | (Est) Priština                                     | (Est) Priština                | (Est) Priština                | (Est) Priština                | (Est) Priština                | (Est) Priština                | (Est) Priština                | (Est) Priština                | (Est) Priština                | (Est) Priština                | (Est) Priština                | (Est) Priština                | (Est) Priština                | (Est) Priština                | (Est) Priština                | (Est) Priština                | (Est) Priština                | (Est) Priština                | (Est) Priština                | (Est) Priština                | (Est) Priština                |                                                          |
| 2 gironi                         | 1983-84  | (Ovest) Iskra Bugojno        | (Ovest) Iskra Bugojno        | (Ovest) Iskra Bugojno        | (Ovest) Iskra Bugojno        | (Ovest) Iskra Bugojno        | (Ovest) Iskra Bugojno        | (Ovest) Iskra Bugojno        | (Ovest) Iskra Bugojno        | (Ovest) Iskra Bugojno        | (Ovest) Iskra Bugojno        | (Ovest) Iskra Bugojno        | (Ovest) Iskra Bugojno        | (Ovest) Iskra Bugojno      | (Ovest) Iskra Bugojno      | (Ovest) Iskra Bugojno      | (Ovest) Iskra Bugojno      | (Ovest) Iskra Bugojno      | (Ovest) Iskra Bugojno      | (Ovest) Iskra Bugojno      | (Ovest) Iskra Bugojno      | (Ovest) Iskra Bugojno     | (Ovest) Iskra Bugojno     | (Ovest) Iskra Bugojno     | (Ovest) Iskra Bugojno     | (Ovest) Iskra Bugojno     | (Ovest) Iskra Bugojno     | (Ovest) Iskra Bugojno     | (Ovest) Iskra Bugojno     | (Ovest) Iskra Bugojno     | (Ovest) Iskra Bugojno     | (Est) Sutjeska                                     | (Est) Sutjeska                                     | (Est) Sutjeska                                     | (Est) Sutjeska                                     | (Est) Sutjeska                                     | (Est) Sutjeska                                     | (Est) Sutjeska                                     | (Est) Sutjeska                                     | (Est) Sutjeska                                     | (Est) Sutjeska                                     | (Est) Sutjeska                | (Est) Sutjeska                | (Est) Sutjeska                | (Est) Sutjeska                | (Est) Sutjeska                | (Est) Sutjeska                | (Est) Sutjeska                | (Est) Sutjeska                | (Est) Sutjeska                | (Est) Sutjeska                | (Est) Sutjeska                | (Est) Sutjeska                | (Est) Sutjeska                | (Est) Sutjeska                | (Est) Sutjeska                | (Est) Sutjeska                | (Est) Sutjeska                | (Est) Sutjeska                | (Est) Sutjeska                | (Est) Sutjeska                |                                                          |
| 2 gironi                         | 1984-85  | (Ovest) Čelik Zenica         | (Ovest) Čelik Zenica         | (Ovest) Čelik Zenica         | (Ovest) Čelik Zenica         | (Ovest) Čelik Zenica         | (Ovest) Čelik Zenica         | (Ovest) Čelik Zenica         | (Ovest) Čelik Zenica         | (Ovest) Čelik Zenica         | (Ovest) Čelik Zenica         | (Ovest) Čelik Zenica         | (Ovest) Čelik Zenica         | (Ovest) Čelik Zenica       | (Ovest) Čelik Zenica       | (Ovest) Čelik Zenica       | (Ovest) Čelik Zenica       | (Ovest) Čelik Zenica       | (Ovest) Čelik Zenica       | (Ovest) Čelik Zenica       | (Ovest) Čelik Zenica       | (Ovest) Čelik Zenica      | (Ovest) Čelik Zenica      | (Ovest) Čelik Zenica      | (Ovest) Čelik Zenica      | (Ovest) Čelik Zenica      | (Ovest) Čelik Zenica      | (Ovest) Čelik Zenica      | (Ovest) Čelik Zenica      | (Ovest) Čelik Zenica      | (Ovest) Čelik Zenica      | (Est) OFK Belgrado                                 | (Est) OFK Belgrado                                 | (Est) OFK Belgrado                                 | (Est) OFK Belgrado                                 | (Est) OFK Belgrado                                 | (Est) OFK Belgrado                                 | (Est) OFK Belgrado                                 | (Est) OFK Belgrado                                 | (Est) OFK Belgrado                                 | (Est) OFK Belgrado                                 | (Est) OFK Belgrado            | (Est) OFK Belgrado            | (Est) OFK Belgrado            | (Est) OFK Belgrado            | (Est) OFK Belgrado            | (Est) OFK Belgrado            | (Est) OFK Belgrado            | (Est) OFK Belgrado            | (Est) OFK Belgrado            | (Est) OFK Belgrado            | (Est) OFK Belgrado            | (Est) OFK Belgrado            | (Est) OFK Belgrado            | (Est) OFK Belgrado            | (Est) OFK Belgrado            | (Est) OFK Belgrado            | (Est) OFK Belgrado            | (Est) OFK Belgrado            | (Est) OFK Belgrado            | (Est) OFK Belgrado            |                                                          |
| 2 gironi                         | 1985-86  | (Ovest) Spartak Subotica     | (Ovest) Spartak Subotica     | (Ovest) Spartak Subotica     | (Ovest) Spartak Subotica     | (Ovest) Spartak Subotica     | (Ovest) Spartak Subotica     | (Ovest) Spartak Subotica     | (Ovest) Spartak Subotica     | (Ovest) Spartak Subotica     | (Ovest) Spartak Subotica     | (Ovest) Spartak Subotica     | (Ovest) Spartak Subotica     | (Ovest) Spartak Subotica   | (Ovest) Spartak Subotica   | (Ovest) Spartak Subotica   | (Ovest) Spartak Subotica   | (Ovest) Spartak Subotica   | (Ovest) Spartak Subotica   | (Ovest) Spartak Subotica   | (Ovest) Spartak Subotica   | (Ovest) Spartak Subotica  | (Ovest) Spartak Subotica  | (Ovest) Spartak Subotica  | (Ovest) Spartak Subotica  | (Ovest) Spartak Subotica  | (Ovest) Spartak Subotica  | (Ovest) Spartak Subotica  | (Ovest) Spartak Subotica  | (Ovest) Spartak Subotica  | (Ovest) Spartak Subotica  | (Est) Radnički Niš                                 | (Est) Radnički Niš                                 | (Est) Radnički Niš                                 | (Est) Radnički Niš                                 | (Est) Radnički Niš                                 | (Est) Radnički Niš                                 | (Est) Radnički Niš                                 | (Est) Radnički Niš                                 | (Est) Radnički Niš                                 | (Est) Radnički Niš                                 | (Est) Radnički Niš            | (Est) Radnički Niš            | (Est) Radnički Niš            | (Est) Radnički Niš            | (Est) Radnički Niš            | (Est) Radnički Niš            | (Est) Radnički Niš            | (Est) Radnički Niš            | (Est) Radnički Niš            | (Est) Radnički Niš            | (Est) Radnički Niš            | (Est) Radnički Niš            | (Est) Radnički Niš            | (Est) Radnički Niš            | (Est) Radnički Niš            | (Est) Radnički Niš            | (Est) Radnički Niš            | (Est) Radnički Niš            | (Est) Radnički Niš            | (Est) Radnički Niš            |                                                          |
| 2 gironi                         | 1986-87  | (Ovest) Vojvodina            | (Ovest) Vojvodina            | (Ovest) Vojvodina            | (Ovest) Vojvodina            | (Ovest) Vojvodina            | (Ovest) Vojvodina            | (Ovest) Vojvodina            | (Ovest) Vojvodina            | (Ovest) Vojvodina            | (Ovest) Vojvodina            | (Ovest) Vojvodina            | (Ovest) Vojvodina            | (Ovest) Vojvodina          | (Ovest) Vojvodina          | (Ovest) Vojvodina          | (Ovest) Vojvodina          | (Ovest) Vojvodina          | (Ovest) Vojvodina          | (Ovest) Vojvodina          | (Ovest) Vojvodina          | (Ovest) Vojvodina         | (Ovest) Vojvodina         | (Ovest) Vojvodina         | (Ovest) Vojvodina         | (Ovest) Vojvodina         | (Ovest) Vojvodina         | (Ovest) Vojvodina         | (Ovest) Vojvodina         | (Ovest) Vojvodina         | (Ovest) Vojvodina         | (Est) Rad Belgrado                                 | (Est) Rad Belgrado                                 | (Est) Rad Belgrado                                 | (Est) Rad Belgrado                                 | (Est) Rad Belgrado                                 | (Est) Rad Belgrado                                 | (Est) Rad Belgrado                                 | (Est) Rad Belgrado                                 | (Est) Rad Belgrado                                 | (Est) Rad Belgrado                                 | (Est) Rad Belgrado            | (Est) Rad Belgrado            | (Est) Rad Belgrado            | (Est) Rad Belgrado            | (Est) Rad Belgrado            | (Est) Rad Belgrado            | (Est) Rad Belgrado            | (Est) Rad Belgrado            | (Est) Rad Belgrado            | (Est) Rad Belgrado            | (Est) Rad Belgrado            | (Est) Rad Belgrado            | (Est) Rad Belgrado            | (Est) Rad Belgrado            | (Est) Rad Belgrado            | (Est) Rad Belgrado            | (Est) Rad Belgrado            | (Est) Rad Belgrado            | (Est) Rad Belgrado            | (Est) Rad Belgrado            |                                                          |
| 2 gironi                         | 1987-88  | (Ovest) Spartak Subotica     | (Ovest) Spartak Subotica     | (Ovest) Spartak Subotica     | (Ovest) Spartak Subotica     | (Ovest) Spartak Subotica     | (Ovest) Spartak Subotica     | (Ovest) Spartak Subotica     | (Ovest) Spartak Subotica     | (Ovest) Spartak Subotica     | (Ovest) Spartak Subotica     | (Ovest) Spartak Subotica     | (Ovest) Spartak Subotica     | (Ovest) Spartak Subotica   | (Ovest) Spartak Subotica   | (Ovest) Spartak Subotica   | (Ovest) Spartak Subotica   | (Ovest) Spartak Subotica   | (Ovest) Spartak Subotica   | (Ovest) Spartak Subotica   | (Ovest) Spartak Subotica   | (Ovest) Spartak Subotica  | (Ovest) Spartak Subotica  | (Ovest) Spartak Subotica  | (Ovest) Spartak Subotica  | (Ovest) Spartak Subotica  | (Ovest) Spartak Subotica  | (Ovest) Spartak Subotica  | (Ovest) Spartak Subotica  | (Ovest) Spartak Subotica  | (Ovest) Spartak Subotica  | (Est) Napredak Kruševac                            | (Est) Napredak Kruševac                            | (Est) Napredak Kruševac                            | (Est) Napredak Kruševac                            | (Est) Napredak Kruševac                            | (Est) Napredak Kruševac                            | (Est) Napredak Kruševac                            | (Est) Napredak Kruševac                            | (Est) Napredak Kruševac                            | (Est) Napredak Kruševac                            | (Est) Napredak Kruševac       | (Est) Napredak Kruševac       | (Est) Napredak Kruševac       | (Est) Napredak Kruševac       | (Est) Napredak Kruševac       | (Est) Napredak Kruševac       | (Est) Napredak Kruševac       | (Est) Napredak Kruševac       | (Est) Napredak Kruševac       | (Est) Napredak Kruševac       | (Est) Napredak Kruševac       | (Est) Napredak Kruševac       | (Est) Napredak Kruševac       | (Est) Napredak Kruševac       | (Est) Napredak Kruševac       | (Est) Napredak Kruševac       | (Est) Napredak Kruševac       | (Est) Napredak Kruševac       | (Est) Napredak Kruševac       | (Est) Napredak Kruševac       |                                                          |
| Girone unico                     | 1988-89  | Olimpia Lubiana              | Olimpia Lubiana              | Olimpia Lubiana              | Olimpia Lubiana              | Olimpia Lubiana              | Olimpia Lubiana              | Olimpia Lubiana              | Olimpia Lubiana              | Olimpia Lubiana              | Olimpia Lubiana              | Olimpia Lubiana              | Olimpia Lubiana              | Olimpia Lubiana            | Olimpia Lubiana            | Olimpia Lubiana            | Olimpia Lubiana            | Olimpia Lubiana            | Olimpia Lubiana            | Olimpia Lubiana            | Olimpia Lubiana            | Olimpia Lubiana           | Olimpia Lubiana           | Olimpia Lubiana           | Olimpia Lubiana           | Olimpia Lubiana           | Olimpia Lubiana           | Olimpia Lubiana           | Olimpia Lubiana           | Olimpia Lubiana           | Olimpia Lubiana           | Olimpia Lubiana                                    | Olimpia Lubiana                                    | Olimpia Lubiana                                    | Olimpia Lubiana                                    | Olimpia Lubiana                                    | Olimpia Lubiana                                    | Olimpia Lubiana                                    | Olimpia Lubiana                                    | Olimpia Lubiana                                    | Olimpia Lubiana                                    | Olimpia Lubiana               | Olimpia Lubiana               | Olimpia Lubiana               | Olimpia Lubiana               | Olimpia Lubiana               | Olimpia Lubiana               | Olimpia Lubiana               | Olimpia Lubiana               | Olimpia Lubiana               | Olimpia Lubiana               | Olimpia Lubiana               | Olimpia Lubiana               | Olimpia Lubiana               | Olimpia Lubiana               | Olimpia Lubiana               | Olimpia Lubiana               | Olimpia Lubiana               | Olimpia Lubiana               | Olimpia Lubiana               | Olimpia Lubiana               | Borac Banja Luka                                         |
| Girone unico                     | 1989-90  | Zemun                        | Zemun                        | Zemun                        | Zemun                        | Zemun                        | Zemun                        | Zemun                        | Zemun                        | Zemun                        | Zemun                        | Zemun                        | Zemun                        | Zemun                      | Zemun                      | Zemun                      | Zemun                      | Zemun                      | Zemun                      | Zemun                      | Zemun                      | Zemun                     | Zemun                     | Zemun                     | Zemun                     | Zemun                     | Zemun                     | Zemun                     | Zemun                     | Zemun                     | Zemun                     | Zemun                                              | Zemun                                              | Zemun                                              | Zemun                                              | Zemun                                              | Zemun                                              | Zemun                                              | Zemun                                              | Zemun                                              | Zemun                                              | Zemun                         | Zemun                         | Zemun                         | Zemun                         | Zemun                         | Zemun                         | Zemun                         | Zemun                         | Zemun                         | Zemun                         | Zemun                         | Zemun                         | Zemun                         | Zemun                         | Zemun                         | Zemun                         | Zemun                         | Zemun                         | Zemun                         | Zemun                         | Proleter Zrenjanin                                       |
| Girone unico                     | 1990-91  | Vardar                       | Vardar                       | Vardar                       | Vardar                       | Vardar                       | Vardar                       | Vardar                       | Vardar                       | Vardar                       | Vardar                       | Vardar                       | Vardar                       | Vardar                     | Vardar                     | Vardar                     | Vardar                     | Vardar                     | Vardar                     | Vardar                     | Vardar                     | Vardar                    | Vardar                    | Vardar                    | Vardar                    | Vardar                    | Vardar                    | Vardar                    | Vardar                    | Vardar                    | Vardar                    | Vardar                                             | Vardar                                             | Vardar                                             | Vardar                                             | Vardar                                             | Vardar                                             | Vardar                                             | Vardar                                             | Vardar                                             | Vardar                                             | Vardar                        | Vardar                        | Vardar                        | Vardar                        | Vardar                        | Vardar                        | Vardar                        | Vardar                        | Vardar                        | Vardar                        | Vardar                        | Vardar                        | Vardar                        | Vardar                        | Vardar                        | Vardar                        | Vardar                        | Vardar                        | Vardar                        | Vardar                        | NK Zagabria 3 squadre ripescate a completamento organici |
| Girone unico                     | 1991-92  | Bečej                        | Bečej                        | Bečej                        | Bečej                        | Bečej                        | Bečej                        | Bečej                        | Bečej                        | Bečej                        | Bečej                        | Bečej                        | Bečej                        | Bečej                      | Bečej                      | Bečej                      | Bečej                      | Bečej                      | Bečej                      | Bečej                      | Bečej                      | Bečej                     | Bečej                     | Bečej                     | Bečej                     | Bečej                     | Bečej                     | Bečej                     | Bečej                     | Bečej                     | Bečej                     | Bečej                                              | Bečej                                              | Bečej                                              | Bečej                                              | Bečej                                              | Bečej                                              | Bečej                                              | Bečej                                              | Bečej                                              | Bečej                                              | Bečej                         | Bečej                         | Bečej                         | Bečej                         | Bečej                         | Bečej                         | Bečej                         | Bečej                         | Bečej                         | Bečej                         | Bečej                         | Bečej                         | Bečej                         | Bečej                         | Bečej                         | Bečej                         | Bečej                         | Bečej                         | Bečej                         | Bečej                         | Hajduk Kula 5 squadre ripescate a completamento organici |

## Vittorie per club
Nell'elenco delle promozioni sono contemplate tutte, eccetto i ripescaggi a completamento organici delle ultime due stagioni.
Nell'elenco dei campionati vinti sono contemplate le 10 edizioni a girone unico, le 25 a due gironi e le 5 a quattro gironi, più le edizioni (1946-47, 1955-56 e 1956-57) in cui vi sono stati playoff-promozione che hanno decretato un vincitore finale.

### Campionati vinti
| Squadra             | Girone unico | Play off | 2 gironi | 4 gironi | Totale |
| ------------------- | ------------ | -------- | -------- | -------- | ------ |
| Vardar              | 2            | 1        | 3        | 1        | 7      |
| Sarajevo            | 1            | 1        | 0        | 0        | 2      |
| NK Zagabria         | 1            | 0        | 3        | 1        | 5      |
| Budućnost           | 1            | 0        | 2        | 3        | 6      |
| Olimpia Lubiana     | 1            | 0        | 1        | 0        | 2      |
| Zemun               | 1            | 0        | 1        | 0        | 2      |
| Bečej               | 1            | 0        | 0        | 0        | 1      |
| Borac Zagabria      | 1            | 0        | 0        | 0        | 1      |
| Velež Mostar        | 1            | 0        | 0        | 0        | 1      |
| Željezničar         | 0            | 1        | 2        | 0        | 3      |
| Čelik Zenica        | 0            | 0        | 5        | 0        | 5      |
| Sutjeska            | 0            | 0        | 3        | 2        | 5      |
| Napredak Kruševac   | 0            | 0        | 3        | 0        | 3      |
| OFK Belgrado        | 0            | 0        | 3        | 0        | 3      |
| Osijek              | 0            | 0        | 2        | 2        | 4      |
| Spartak Subotica    | 0            | 0        | 2        | 1        | 3      |
| Borac Banja Luka    | 0            | 0        | 2        | 0        | 2      |
| Rijeka              | 0            | 0        | 1        | 3        | 4      |
| Bor                 | 0            | 0        | 1        | 1        | 2      |
| Proleter Zrenjanin  | 0            | 0        | 1        | 1        | 2      |
| Radnički Kragujevac | 0            | 0        | 1        | 1        | 2      |
| Sloboda Tuzla       | 0            | 0        | 1        | 1        | 2      |
| Dinamo Vinkovci     | 0            | 0        | 1        | 0        | 1      |
| Iskra Bugojno       | 0            | 0        | 1        | 0        | 1      |
| Maribor             | 0            | 0        | 1        | 0        | 1      |
| Novi Sad            | 0            | 0        | 1        | 0        | 1      |
| Priština            | 0            | 0        | 1        | 0        | 1      |
| Rad Belgrado        | 0            | 0        | 1        | 0        | 1      |
| Radnički Belgrado   | 0            | 0        | 1        | 0        | 1      |
| Radnički Niš        | 0            | 0        | 1        | 0        | 1      |
| RNK Spalato         | 0            | 0        | 1        | 0        | 1      |
| Teteks              | 0            | 0        | 1        | 0        | 1      |
| FK Trepča           | 0            | 0        | 1        | 0        | 1      |
| Trešnjevka          | 0            | 0        | 1        | 0        | 1      |
| Vojvodina           | 0            | 0        | 1        | 0        | 1      |
| Borac Čačak         | 0            | 0        | 0        | 1        | 1      |
| Orijent             | 0            | 0        | 0        | 1        | 1      |
| Sloga Kraljevo      | 0            | 0        | 0        | 1        | 1      |

### Promozioni
| Squadra             | Promozioni |
| ------------------- | ---------- |
| Vardar              | 7          |
| Čelik Zenica        | 5          |
| Spartak Subotica    | 5          |
| NK Zagabria         | 5          |
| Borac Banja Luka    | 4          |
| Budućnost           | 4          |
| Napredak Kruševac   | 4          |
| Sutjeska            | 4          |
| Željezničar         | 4          |
| OFK Belgrado        | 3          |
| Lokomotiva Zagabria | 3          |
| Olimpia Lubiana     | 3          |
| Osijek              | 3          |
| Proleter Zrenjanin  | 3          |
| Sarajevo            | 3          |
| Sloboda Tuzla       | 3          |
| Bor                 | 2          |
| Rabotnički          | 2          |
| Radnički Belgrado   | 2          |
| Radnički Kragujevac | 2          |
| Radnički Niš        | 2          |
| Rijeka              | 2          |
| RNK Spalato         | 2          |
| Velež Mostar        | 2          |
| Vojvodina           | 2          |
| Zemun               | 2          |
| Bečej               | 1          |
| Borac Zagabria      | 1          |
| Crvenka             | 1          |
| Dinamo Vinkovci     | 1          |
| Hajduk Kula         | 1          |
| Iskra Bugojno       | 1          |
| Mačva Šabac         | 1          |
| Maribor             | 1          |
| Naša krila          | 1          |
| Novi Sad            | 1          |
| Priština            | 1          |
| Rad Belgrado        | 1          |
| Teteks              | 1          |
| FK Trepča           | 1          |
| Trešnjevka          | 1          |
| Vojvodina           | 1          |

## Classifica perpetua della Druga liga
- Queste sono le prime 10 posizioni nella classifica..

| Pos. | Squadra            | Pro | Pti  | G   | V   | N   | P   | GF   | GS   | DR   |
| ---- | ------------------ | --- | ---- | --- | --- | --- | --- | ---- | ---- | ---- |
| 1    | Borac Čačak        | SER | 1010 | 992 | 376 | 280 | 335 | 1199 | 1055 | +144 |
| 2    | Proleter Zrenjanin | VOJ | 985  | 883 | 380 | 228 | 275 | 1311 | 1017 | +294 |
| 3    | Leotar             | BiH | 893  | 900 | 353 | 196 | 349 | 1160 | 1122 | +38  |
| 4    | Spartak Subotica   | VOJ | 883  | 813 | 344 | 197 | 272 | 1138 | 949  | +189 |
| 5    | FK Trepča          | KOS | 875  | 820 | 336 | 203 | 281 | 1189 | 1034 | +55  |
| 6    | Sutjeska           | MON | 840  | 742 | 354 | 128 | 249 | 1207 | 916  | +291 |
| 7    | Priština (–6)      | KOS | 832  | 780 | 338 | 170 | 272 | 1005 | 929  | +76  |
| 8    | Sebenico           | CRO | 829  | 833 | 338 | 159 | 306 | 1133 | 1076 | +57  |
| 9    | Napredak Kruševac  | SER | 786  | 738 | 304 | 186 | 248 | 998  | 853  | +145 |
| 10   | Osijek             | CRO | 778  | 669 | 304 | 170 | 195 | 1099 | 784  | +315 |

### Campionati successivi
Dalla dissoluzione della Jugoslavia, iniziata nel 1991, sono nati 8 campionati di seconda divisione. Ecco lo schema riassuntivo:
| Anno→ Nazione↓  | 1991                    | 1992                      | 1994                      | 1995                        | 1999                          | 2000                                     | 2002                                     | 2004                                     |
| --------------- | ----------------------- | ------------------------- | ------------------------- | --------------------------- | ----------------------------- | ---------------------------------------- | ---------------------------------------- | ---------------------------------------- |
| Serbia          | Druga savezna liga SFRJ | Druga liga SR Jugoslavije | Druga liga SR Jugoslavije | Druga liga SR Jugoslavije   | Druga liga Srbije i Crne Gore | Druga liga Srbije i Crne Gore            | Druga liga Srbije i Crne Gore            | Prva Liga Srbija                         |
| Montenegro      | Druga savezna liga SFRJ | Druga liga SR Jugoslavije | Druga liga SR Jugoslavije | Druga liga SR Jugoslavije   | Druga liga Srbije i Crne Gore | Druga liga Srbije i Crne Gore            | Druga liga Srbije i Crne Gore            | Druga crnogorska liga                    |
| Kosovo          | Druga savezna liga SFRJ | Druga liga SR Jugoslavije | Druga liga SR Jugoslavije | Druga liga SR Jugoslavije   | Liga e Parë                   | Liga e Parë                              | Liga e Parë                              | Liga e Parë                              |
| BiH (musulmani) | Druga savezna liga SFRJ | no campionati             | no campionati             | Druga liga NS BiH           | Druga liga NS BiH             | Prva liga Federacije Bosne i Hercegovine | Prva liga Federacije Bosne i Hercegovine | Prva liga Federacije Bosne i Hercegovine |
| BiH (croati)    | Druga savezna liga SFRJ | no campionati             | Druga liga Herceg-Bosne   | Druga liga Herceg-Bosne     | Druga liga Herceg-Bosne       | Prva liga Federacije Bosne i Hercegovine | Prva liga Federacije Bosne i Hercegovine | Prva liga Federacije Bosne i Hercegovine |
| BiH (serbi)     | Druga savezna liga SFRJ | no campionati             | no campionati             | Druga liga Republike Srpske | Druga liga Republike Srpske   | Druga liga Republike Srpske              | Prva liga Republike Srpske               | Prva liga Republike Srpske               |
| Macedonia       | Druga savezna liga SFRJ | Vtora makedonska liga     | Vtora makedonska liga     | Vtora makedonska liga       | Vtora makedonska liga         | Vtora makedonska liga                    | Vtora makedonska liga                    | Vtora makedonska liga                    |
| Slovenia        | Druga slovenska liga    | Druga slovenska liga      | Druga slovenska liga      | Druga slovenska liga        | Druga slovenska liga          | Druga slovenska liga                     | Druga slovenska liga                     | Druga slovenska liga                     |
| Croazia         | Druga hrvatska liga     | Druga hrvatska liga       | Druga hrvatska liga       | Druga hrvatska liga         | Druga hrvatska liga           | Druga hrvatska liga                      | Druga hrvatska liga                      | Druga hrvatska liga                      |